# Lista de medalhistas da natação no Campeonato Mundial de Esportes Aquáticos (feminino)
Esta é a lista completa das medalhistas de Natação no Campeonato Mundial de Esportes Aquáticos, desde 1973 até 2022.

## Medalhistas
Números em negrito entre parênteses denotam o número recorde de vitórias nas disciplinas correspondentes.

### Nado livre

#### 50 m livre
| Ano            | Ouro                                | Prata                               | Bronze                           |
| -------------- | ----------------------------------- | ----------------------------------- | -------------------------------- |
| Madrid 1986    | Tamara Costache · Roménia           | Kristin Otto · Alemanha Oriental    | Marie-Thérèse Armentero · Suíça  |
| Perth 1991     | Zhuang Yong · China                 | Leigh Ann Fetter · Estados Unidos   | sem medalhas                     |
| Perth 1991     | Zhuang Yong · China                 | Catherine Plewinski · França        | sem medalhas                     |
| Roma 1994      | Le Jingyi · China                   | Natalya Meshcheryakova · Rússia     | Amy Van Dyken · Estados Unidos   |
| Perth 1998     | Amy Van Dyken · Estados Unidos      | Sandra Völker · Alemanha            | Shan Ying · China                |
| Fukuoka 2001   | Inge de Bruijn · Países Baixos      | Therese Alshammar · Suécia          | Sandra Völker · Alemanha         |
| Barcelona 2003 | Inge de Bruijn (2) · Países Baixos  | Alice Mills · Austrália             | Libby Lenton · Austrália         |
| Montreal 2005  | Libby Lenton · Austrália            | Marleen Veldhuis · Países Baixos    | Zhu Yingwen · China              |
| Melbourne 2007 | Libby Lenton (2) · Austrália        | Therese Alshammar · Suécia          | Marleen Veldhuis · Países Baixos |
| Roma 2009      | Britta Steffen · Alemanha           | Therese Alshammar · Suécia          | Cate Campbell · Austrália        |
| Roma 2009      | Britta Steffen · Alemanha           | Therese Alshammar · Suécia          | Marleen Veldhuis · Países Baixos |
| Shanghai 2011  | Therese Alshammar · Suécia          | Ranomi Kromowidjojo · Países Baixos | Marleen Veldhuis · Países Baixos |
| Barcelona 2013 | Ranomi Kromowidjojo · Países Baixos | Cate Campbell · Austrália           | Francesca Halsall · Grã-Bretanha |
| Kazan 2015     | Bronte Campbell · Austrália         | Ranomi Kromowidjojo · Países Baixos | Sarah Sjöström · Suécia          |
| Budapeste 2017 | Sarah Sjöström · Suécia             | Ranomi Kromowidjojo · Países Baixos | Simone Manuel · Estados Unidos   |
| Gwangju 2019   | Simone Manuel · Estados Unidos      | Sarah Sjöström · Suécia             | Cate Campbell · Austrália        |
| Budapeste 2022 | Sarah Sjöström (2) · Suécia         | Katarzyna Wasick · Polónia          | Erika Brown · Estados Unidos     |
| Budapeste 2022 | Sarah Sjöström (2) · Suécia         | Katarzyna Wasick · Polónia          | Meg Harris · Austrália           |

Quadro de medalhas
| Pos.  | CON               | Ouro | Prata | Bronze | Total |
| ----- | ----------------- | ---- | ----- | ------ | ----- |
| 1     | Países Baixos     | 3    | 4     | 3      | 10    |
| 2     | Suécia            | 3    | 4     | 1      | 8     |
| 3     | Austrália         | 3    | 2     | 4      | 9     |
| 4     | Estados Unidos    | 2    | 1     | 3      | 6     |
| 5     | China             | 2    | 0     | 2      | 4     |
| 6     | Alemanha          | 1    | 1     | 1      | 3     |
| 7     | Roménia           | 1    | 0     | 0      | 1     |
| 8     | Alemanha Oriental | 0    | 1     | 0      | 1     |
| 8     | França            | 0    | 1     | 0      | 1     |
| 8     | Polónia           | 0    | 1     | 0      | 1     |
| 8     | Rússia            | 0    | 1     | 0      | 1     |
| 12    | Grã-Bretanha      | 0    | 0     | 1      | 1     |
| 12    | Suíça             | 0    | 0     | 1      | 1     |
| Total | Total             | 15   | 16    | 16     | 47    |

#### 100 m livre
| Ano                   | Ouro                                   | Prata                                | Bronze                              |
| --------------------- | -------------------------------------- | ------------------------------------ | ----------------------------------- |
| Belgrado 1973         | Kornelia Ender · Alemanha Oriental     | Shirley Babashoff · Estados Unidos   | Enith Brigitha · Países Baixos      |
| Cali 1975             | Kornelia Ender (2) · Alemanha Oriental | Shirley Babashoff · Estados Unidos   | Enith Brigitha · Países Baixos      |
| Berlim Ocidental 1978 | Barbara Krause · Alemanha Oriental     | Lene Jenssen · Noruega               | Larisa Tsaryova · União Soviética   |
| Guayaquil 1982        | Birgit Meineke · Alemanha Oriental     | Annemarie Verstappen · Países Baixos | Jill Sterkel · Estados Unidos       |
| Madrid 1986           | Kristin Otto · Alemanha Oriental       | Jenna Johnson · Estados Unidos       | Conny van Bentum · Países Baixos    |
| Perth 1991            | Nicole Haislett · Estados Unidos       | Catherine Plewinski · França         | Zhuang Yong · China                 |
| Roma 1994             | Le Jingyi · China                      | Lü Bin · China                       | Franziska van Almsick · Alemanha    |
| Perth 1998            | Jenny Thompson · Estados Unidos        | Martina Moravcová · Eslováquia       | Shan Ying · China                   |
| Fukuoka 2001          | Inge de Bruijn · Países Baixos         | Katrin Meissner · Alemanha           | Sandra Völker · Alemanha            |
| Barcelona 2003        | Hanna-Maria Seppälä · Finlândia        | Jodie Henry · Austrália              | Jenny Thompson · Estados Unidos     |
| Montreal 2005         | Jodie Henry · Austrália                | Natalie Coughlin · Estados Unidos    | sem medalhas                        |
| Montreal 2005         | Jodie Henry · Austrália                | Malia Metella · França               | sem medalhas                        |
| Melbourne 2007        | Libby Lenton · Austrália               | Marleen Veldhuis · Países Baixos     | Britta Steffen · Alemanha           |
| Roma 2009             | Britta Steffen · Alemanha              | Francesca Halsall · Grã-Bretanha     | Lisbeth Trickett · Austrália        |
| Xangai 2011           | Aliaksandra Herasimenia · Bielorrússia | sem medalhas                         | Ranomi Kromowidjojo · Países Baixos |
| Xangai 2011           | Jeanette Ottesen · Dinamarca           | sem medalhas                         | Ranomi Kromowidjojo · Países Baixos |
| Barcelona 2013        | Cate Campbell · Austrália              | Sarah Sjöström · Suécia              | Ranomi Kromowidjojo · Países Baixos |
| Kazan 2015            | Bronte Campbell · Austrália            | Sarah Sjöström · Suécia              | Cate Campbell · Austrália           |
| Budapeste 2017        | Simone Manuel · Estados Unidos         | Sarah Sjöström · Suécia              | Pernille Blume · Dinamarca          |
| Gwangju 2019          | Simone Manuel (2) · Estados Unidos     | Cate Campbell · Austrália            | Sarah Sjöström · Suécia             |
| Budapeste 2022        | Mollie O'Callaghan · Austrália         | Sarah Sjöström · Suécia              | Torri Huske · Estados Unidos        |

Quadro de medalhas
| Pos.  | CON               | Ouro | Prata | Bronze | Total |
| ----- | ----------------- | ---- | ----- | ------ | ----- |
| 1     | Austrália         | 5    | 2     | 2      | 9     |
| 2     | Alemanha Oriental | 5    | 0     | 0      | 5     |
| 3     | Estados Unidos    | 4    | 4     | 3      | 11    |
| 4     | Países Baixos     | 1    | 2     | 5      | 8     |
| 5     | Alemanha          | 1    | 1     | 3      | 5     |
| 6     | China             | 1    | 1     | 2      | 4     |
| 7     | Dinamarca         | 1    | 0     | 1      | 2     |
| 8     | Bielorrússia      | 1    | 0     | 0      | 1     |
| 8     | Finlândia         | 1    | 0     | 0      | 1     |
| 10    | Suécia            | 0    | 4     | 1      | 5     |
| 11    | França            | 0    | 2     | 0      | 2     |
| 12    | Grã-Bretanha      | 0    | 1     | 0      | 1     |
| 12    | Noruega           | 0    | 1     | 0      | 1     |
| 12    | Eslováquia        | 0    | 1     | 0      | 1     |
| 15    | União Soviética   | 0    | 0     | 1      | 1     |
| Total | Total             | 20   | 19    | 18     | 57    |

#### 200 m livre
| Year                  | Ouro                                 | Prata                                 | Bronze                            |
| --------------------- | ------------------------------------ | ------------------------------------- | --------------------------------- |
| Belgrado 1973         | Keena Rothhammer · Estados Unidos    | Shirley Babashoff · Estados Unidos    | Andrea Eife · Alemanha Oriental   |
| Cali 1975             | Shirley Babashoff · Estados Unidos   | Kornelia Ender · Alemanha Oriental    | Enith Brigitha · Países Baixos    |
| Berlim Ocidental 1978 | Cynthia Woodhead · Estados Unidos    | Barbara Krause · Alemanha Oriental    | Larisa Tsaryova · União Soviética |
| Guayaquil 1982        | Annemarie Verstappen · Países Baixos | Birgit Meineke · Alemanha Oriental    | Annelies Maas · Países Baixos     |
| Madrid 1986           | Heike Friedrich · Alemanha Oriental  | Manuela Stellmach · Alemanha Oriental | Mary T. Meagher · Estados Unidos  |
| Perth 1991            | Hayley Lewis · Austrália             | Janet Evans · Estados Unidos          | Mette Jacobsen · Dinamarca        |
| Roma 1994             | Franziska van Almsick · Alemanha     | Lü Bin · China                        | Claudia Poll · Costa Rica         |
| Perth 1998            | Claudia Poll · Costa Rica            | Martina Moravcová · Eslováquia        | Julia Greville · Austrália        |
| Fukuoka 2001          | Giaan Rooney · Austrália             | Yang Yu · China                       | Camelia Potec · Roménia           |
| Barcelona 2003        | Alena Popchanka · Bielorrússia       | Martina Moravcová · Eslováquia        | Yang Yu · China                   |
| Montreal 2005         | Solenne Figuès · França              | Federica Pellegrini · Itália          | Josefin Lillhage · Suécia         |
| Montreal 2005         | Solenne Figuès · França              | Federica Pellegrini · Itália          | Yang Yu · China                   |
| Melbourne 2007        | Laure Manaudou · França              | Annika Lurz · Alemanha                | Federica Pellegrini · Itália      |
| Roma 2009             | Federica Pellegrini · Itália         | Allison Schmitt · Estados Unidos      | Dana Vollmer · Estados Unidos     |
| Xangai 2011           | Federica Pellegrini · Itália         | Kylie Palmer · Austrália              | Camille Muffat · França           |
| Barcelona 2013        | Missy Franklin · Estados Unidos      | Federica Pellegrini · Itália          | Camille Muffat · França           |
| Kazan 2015            | Katie Ledecky · Estados Unidos       | Federica Pellegrini · Itália          | Missy Franklin · Estados Unidos   |
| Budapeste 2017        | Federica Pellegrini · Itália         | Katie Ledecky · Estados Unidos        | sem medalhas                      |
| Budapeste 2017        | Federica Pellegrini · Itália         | Emma McKeon · Austrália               | sem medalhas                      |
| Gwangju 2019          | Federica Pellegrini (4) · Itália     | Ariarne Titmus · Austrália            | Sarah Sjöström · Suécia           |
| Budapeste 2022        | Yang Junxuan · China                 | Mollie O'Callaghan · Austrália        | Tang Muhan · China                |

Quadro de medalhas
| Pos.  | CON               | Ouro | Prata | Bronze | Total |
| ----- | ----------------- | ---- | ----- | ------ | ----- |
| 1     | Estados Unidos    | 5    | 4     | 3      | 12    |
| 2     | Itália            | 4    | 3     | 1      | 8     |
| 3     | Austrália         | 2    | 4     | 1      | 7     |
| 4     | França            | 2    | 0     | 2      | 4     |
| 5     | Alemanha Oriental | 1    | 4     | 1      | 6     |
| 6     | China             | 1    | 2     | 3      | 6     |
| 7     | Alemanha          | 1    | 1     | 0      | 2     |
| 8     | Países Baixos     | 1    | 0     | 2      | 3     |
| 9     | Costa Rica        | 1    | 0     | 1      | 2     |
| 10    | Bielorrússia      | 1    | 0     | 0      | 1     |
| 11    | Eslováquia        | 0    | 2     | 0      | 2     |
| 12    | Suécia            | 0    | 0     | 2      | 2     |
| 13    | Dinamarca         | 0    | 0     | 1      | 1     |
| 13    | Roménia           | 0    | 0     | 1      | 1     |
| 13    | União Soviética   | 0    | 0     | 1      | 1     |
| Total | Total             | 19   | 20    | 19     | 58    |

#### 400 m livre
| Year                  | Ouro                                | Prata                                 | Bronze                            |
| --------------------- | ----------------------------------- | ------------------------------------- | --------------------------------- |
| Belgrado 1973         | Heather Greenwood · Estados Unidos  | Keena Rothhammer · Estados Unidos     | Novella Calligaris · Itália       |
| Cali 1975             | Shirley Babashoff · Estados Unidos  | Jennifer Turrall · Austrália          | Kathy Heddy · Estados Unidos      |
| Berlim Ocidental 1978 | Tracey Wickham · Austrália          | Cynthia Woodhead · Estados Unidos     | Kim Linehan · Estados Unidos      |
| Guayaquil 1982        | Carmela Schmidt · Alemanha Oriental | Petra Schneider · Alemanha Oriental   | Tiffany Cohen · Estados Unidos    |
| Madrid 1986           | Heike Friedrich · Alemanha Oriental | Astrid Strauß · Alemanha Oriental     | Sarah Hardcastle · Grã-Bretanha   |
| Perth 1991            | Janet Evans · Estados Unidos        | Hayley Lewis · Austrália              | Suzu Chiba · Japão                |
| Roma 1994             | Yang Aihua · China                  | Cristina Teuscher · Estados Unidos    | Claudia Poll · Costa Rica         |
| Perth 1998            | Chen Yan · China                    | Brooke Bennett · Estados Unidos       | Dagmar Hase · Alemanha            |
| Fukuoka 2001          | Yana Klochkova · Ucrânia            | Claudia Poll · Costa Rica             | Hannah Stockbauer · Alemanha      |
| Barcelona 2003        | Hannah Stockbauer · Alemanha        | Éva Risztov · Hungria                 | Diana Munz · Estados Unidos       |
| Montreal 2005         | Laure Manaudou · França             | Ai Shibata · Japão                    | Caitlin McClatchey · Grã-Bretanha |
| Melbourne 2007        | Laure Manaudou · França             | Otylia Jędrzejczak · Polónia          | Ai Shibata · Japão                |
| Roma 2009             | Federica Pellegrini · Itália        | Joanne Jackson · Grã-Bretanha         | Rebecca Adlington · Grã-Bretanha  |
| Xangai 2011           | Federica Pellegrini · Itália        | Rebecca Adlington · Grã-Bretanha      | Camille Muffat · França           |
| Barcelona 2013        | Katie Ledecky · Estados Unidos      | Melanie Costa · Espanha               | Lauren Boyle · Nova Zelândia      |
| Kazan 2015            | Katie Ledecky · Estados Unidos      | Sharon van Rouwendaal · Países Baixos | Jessica Ashwood · Austrália       |
| Budapeste 2017        | Katie Ledecky · Estados Unidos      | Leah Smith · Estados Unidos           | Li Bingjie · China                |
| Gwangju 2019          | Ariarne Titmus · Austrália          | Katie Ledecky · Estados Unidos        | Leah Smith · Estados Unidos       |
| Budapeste 2022        | Katie Ledecky (4) · Estados Unidos  | Summer McIntosh · Canadá              | Leah Smith · Estados Unidos       |

Quadro de medalhas
| Pos.  | CON               | Ouro | Prata | Bronze | Total |
| ----- | ----------------- | ---- | ----- | ------ | ----- |
| 1     | Estados Unidos    | 7    | 6     | 6      | 19    |
| 2     | Austrália         | 2    | 2     | 1      | 5     |
| 3     | Alemanha Oriental | 2    | 2     | 0      | 4     |
| 4     | China             | 2    | 0     | 1      | 3     |
| 4     | França            | 2    | 0     | 1      | 3     |
| 4     | Itália            | 2    | 0     | 1      | 3     |
| 7     | Alemanha          | 1    | 0     | 2      | 3     |
| 8     | Ucrânia           | 1    | 0     | 0      | 1     |
| 9     | Grã-Bretanha      | 0    | 2     | 3      | 5     |
| 10    | Japão             | 0    | 1     | 2      | 3     |
| 11    | Costa Rica        | 0    | 1     | 1      | 2     |
| 12    | Canadá            | 0    | 1     | 0      | 1     |
| 12    | Hungria           | 0    | 1     | 0      | 1     |
| 12    | Países Baixos     | 0    | 1     | 0      | 1     |
| 12    | Polónia           | 0    | 1     | 0      | 1     |
| 12    | Espanha           | 0    | 1     | 0      | 1     |
| 17    | Nova Zelândia     | 0    | 0     | 1      | 1     |
| Total | Total             | 19   | 19    | 19     | 57    |

#### 800 m livre
| Year                  | Ouro                               | Prata                              | Bronze                              |
| --------------------- | ---------------------------------- | ---------------------------------- | ----------------------------------- |
| Belgrado 1973         | Novella Calligaris · Itália        | Joan Harshbarger · Estados Unidos  | Gudrun Wegner · Alemanha Oriental   |
| Cali 1975             | Jennifer Turrall · Austrália       | Heather Greenwood · Estados Unidos | Shirley Babashoff · Estados Unidos  |
| Berlim Ocidental 1978 | Tracey Wickham · Austrália         | Cynthia Woodhead · Estados Unidos  | Kim Linehan · Estados Unidos        |
| Guayaquil 1982        | Kim Linehan · Estados Unidos       | Jackie Willmot · Grã-Bretanha      | Carmela Schmidt · Alemanha Oriental |
| Madrid 1986           | Astrid Strauss · Alemanha Oriental | Katja Hartmann · Alemanha Oriental | Deborah Babashoff · Estados Unidos  |
| Perth 1991            | Janet Evans · Estados Unidos       | Grit Müller · Alemanha             | Jana Henke · Alemanha               |
| Roma 1994             | Janet Evans · Estados Unidos       | Hayley Lewis · Austrália           | Brooke Bennett · Estados Unidos     |
| Perth 1998            | Brooke Bennett · Estados Unidos    | Diana Munz · Estados Unidos        | Kirsten Vlieghuis · Países Baixos   |
| Fukuoka 2001          | Hannah Stockbauer · Alemanha       | Diana Munz · Estados Unidos        | Kaitlin Sandeno · Estados Unidos    |
| Barcelona 2003        | Hannah Stockbauer · Alemanha       | Diana Munz · Estados Unidos        | Rebecca Cooke · Grã-Bretanha        |
| Montreal 2005         | Kate Ziegler · Estados Unidos      | Brittany Reimer · Canadá           | Ai Shibata · Japão                  |
| Melbourne 2007        | Kate Ziegler · Estados Unidos      | Laure Manaudou · França            | Hayley Peirsol · Estados Unidos     |
| Roma 2009             | Lotte Friis · Dinamarca            | Joanne Jackson · Grã-Bretanha      | Alessia Filippi · Itália            |
| Xangai 2011           | Rebecca Adlington · Grã-Bretanha   | Lotte Friis · Dinamarca            | Kate Ziegler · Estados Unidos       |
| Barcelona 2013        | Katie Ledecky · Estados Unidos     | Lotte Friis · Dinamarca            | Lauren Boyle · Nova Zelândia        |
| Kazan 2015            | Katie Ledecky · Estados Unidos     | Lauren Boyle · Nova Zelândia       | Jazmin Carlin · Grã-Bretanha        |
| Budapeste 2017        | Katie Ledecky · Estados Unidos     | Li Bingjie · China                 | Leah Smith · Estados Unidos         |
| Gwangju 2019          | Katie Ledecky · Estados Unidos     | Simona Quadarella · Itália         | Ariarne Titmus · Austrália          |
| Budapeste 2022        | Katie Ledecky (5) · Estados Unidos | Kiah Melverton · Austrália         | Simona Quadarella · Itália          |

Quadro de medalhas
| Pos.  | CON               | Ouro | Prata | Bronze | Total |
| ----- | ----------------- | ---- | ----- | ------ | ----- |
| 1     | Estados Unidos    | 11   | 6     | 8      | 25    |
| 2     | Austrália         | 2    | 2     | 1      | 5     |
| 3     | Alemanha          | 2    | 1     | 1      | 4     |
| 4     | Grã-Bretanha      | 1    | 2     | 2      | 5     |
| 5     | Dinamarca         | 1    | 2     | 0      | 3     |
| 6     | Alemanha Oriental | 1    | 1     | 2      | 4     |
| 6     | Itália            | 1    | 1     | 2      | 4     |
| 8     | Nova Zelândia     | 0    | 1     | 1      | 2     |
| 9     | Canadá            | 0    | 1     | 0      | 1     |
| 9     | China             | 0    | 1     | 0      | 1     |
| 9     | França            | 0    | 1     | 0      | 1     |
| 12    | Japão             | 0    | 0     | 1      | 1     |
| 12    | Países Baixos     | 0    | 0     | 1      | 1     |
| Total | Total             | 19   | 19    | 19     | 57    |

#### 1500 m livre
| Year           | Ouro                               | Prata                           | Bronze                       |
| -------------- | ---------------------------------- | ------------------------------- | ---------------------------- |
| Fukuoka 2001   | Hannah Stockbauer · Alemanha       | Flavia Rigamonti · Suíça        | Diana Munz · Estados Unidos  |
| Barcelona 2003 | Hannah Stockbauer · Alemanha       | Hayley Peirsol · Estados Unidos | Jana Henke · Alemanha        |
| Montreal 2005  | Kate Ziegler · Estados Unidos      | Flavia Rigamonti · Suíça        | Brittany Reimer · Canadá     |
| Melbourne 2007 | Kate Ziegler · Estados Unidos      | Flavia Rigamonti · Suíça        | Ai Shibata · Japão           |
| Roma 2009      | Alessia Filippi · Itália           | Lotte Friis · Dinamarca         | Camelia Potec · Roménia      |
| Xangai 2011    | Lotte Friis · Dinamarca            | Kate Ziegler · Estados Unidos   | Li Xuanxu · China            |
| Barcelona 2013 | Katie Ledecky · Estados Unidos     | Lotte Friis · Dinamarca         | Lauren Boyle · Nova Zelândia |
| Kazan 2015     | Katie Ledecky · Estados Unidos     | Lauren Boyle · Nova Zelândia    | Boglárka Kapás · Hungria     |
| Budapeste 2017 | Katie Ledecky · Estados Unidos     | Mireia Belmonte · Espanha       | Simona Quadarella · Itália   |
| Gwangju 2019   | Simona Quadarella · Itália         | Sarah Köhler · Alemanha         | Wang Jianjiahe · China       |
| Budapeste 2022 | Katie Ledecky (4) · Estados Unidos | Katie Grimes · Estados Unidos   | Lani Pallister · Austrália   |

Quadro de medalhas
| Pos.  | CON            | Ouro | Prata | Bronze | Total |
| ----- | -------------- | ---- | ----- | ------ | ----- |
| 1     | Estados Unidos | 6    | 3     | 1      | 10    |
| 2     | Alemanha       | 2    | 1     | 1      | 4     |
| 3     | Itália         | 2    | 0     | 1      | 3     |
| 4     | Dinamarca      | 1    | 2     | 0      | 3     |
| 5     | Suíça          | 0    | 3     | 0      | 3     |
| 6     | Nova Zelândia  | 0    | 1     | 1      | 2     |
| 7     | Espanha        | 0    | 1     | 0      | 1     |
| 8     | China          | 0    | 0     | 2      | 2     |
| 9     | Austrália      | 0    | 0     | 1      | 1     |
| 9     | Canadá         | 0    | 0     | 1      | 1     |
| 9     | Hungria        | 0    | 0     | 1      | 1     |
| 9     | Japão          | 0    | 0     | 1      | 1     |
| 9     | Roménia        | 0    | 0     | 1      | 1     |
| Total | Total          | 11   | 11    | 11     | 33    |

### Nado costas

#### 50 m costas
| Year           | Ouro                            | Prata                                  | Bronze                                 |
| -------------- | ------------------------------- | -------------------------------------- | -------------------------------------- |
| Fukuoka 2001   | Haley Cope · Estados Unidos     | Antje Buschschulte · Alemanha          | Natalie Coughlin · Estados Unidos      |
| Barcelona 2003 | Nina Zhivanevskaya · Espanha    | Ilona Hlaváčková · Chéquia             | Noriko Inada · Japão                   |
| Montreal 2005  | Giaan Rooney · Austrália        | Gao Chang · China                      | Antje Buschschulte · Alemanha          |
| Melbourne 2007 | Leila Vaziri · Estados Unidos   | Aliaksandra Herasimenia · Bielorrússia | Tayliah Zimmer · Austrália             |
| Roma 2009      | Zhao Jing · China               | Daniela Samulski · Alemanha            | Gao Chang · China                      |
| Xangai 2011    | Anastasia Zuyeva · Rússia       | Aya Terakawa · Japão                   | Missy Franklin · Estados Unidos        |
| Barcelona 2013 | Zhao Jing (2) · China           | Fu Yuanhui · China                     | Aya Terakawa · Japão                   |
| Kazan 2015     | Fu Yuanhui · China              | Etiene Medeiros · Brasil               | Liu Xiang · China                      |
| Budapeste 2017 | Etiene Medeiros · Brasil        | Fu Yuanhui · China                     | Aliaksandra Herasimenia · Bielorrússia |
| Gwangju 2019   | Olivia Smoliga · Estados Unidos | Etiene Medeiros · Brasil               | Daria Vaskina · Rússia                 |
| Budapeste 2022 | Kylie Masse · Canadá            | Katharine Berkoff · Estados Unidos     | Analia Pigrée · França                 |

Quadro de medalhas
| Pos.  | CON            | Ouro | Prata | Bronze | Total |
| ----- | -------------- | ---- | ----- | ------ | ----- |
| 1     | China          | 3    | 3     | 2      | 8     |
| 2     | Estados Unidos | 3    | 1     | 2      | 6     |
| 3     | Brasil         | 1    | 2     | 0      | 3     |
| 4     | Austrália      | 1    | 0     | 1      | 2     |
| 4     | Rússia         | 1    | 0     | 1      | 2     |
| 6     | Canadá         | 1    | 0     | 0      | 1     |
| 6     | Espanha        | 1    | 0     | 0      | 1     |
| 8     | Alemanha       | 0    | 2     | 1      | 3     |
| 9     | Japão          | 0    | 1     | 2      | 3     |
| 10    | Bielorrússia   | 0    | 1     | 1      | 2     |
| 11    | Chéquia        | 0    | 1     | 0      | 1     |
| 12    | França         | 0    | 0     | 1      | 1     |
| Total | Total          | 11   | 11    | 11     | 33    |

#### 100 m costas
| Year                  | Ouro                                   | Prata                                  | Bronze                              |
| --------------------- | -------------------------------------- | -------------------------------------- | ----------------------------------- |
| Belgrado 1973         | Ulrike Richter · Alemanha Oriental     | Melissa Belote · Estados Unidos        | Wendy Hogg · Canadá                 |
| Cali 1975             | Ulrike Richter (2) · Alemanha Oriental | Birgit Treiber · Alemanha Oriental     | Nancy Garapick · Canadá             |
| Berlim Ocidental 1978 | Linda Jezek · Estados Unidos           | Birgit Treiber · Alemanha Oriental     | Cheryl Gibson · Canadá              |
| Guayaquil 1982        | Kristin Otto · Alemanha Oriental       | Ina Kleber · Alemanha Oriental         | Susan Walsh · Estados Unidos        |
| Madrid 1986           | Betsy Mitchell · Estados Unidos        | Kathrin Zimmermann · Alemanha Oriental | Natalya Shibayeva · União Soviética |
| Perth 1991            | Krisztina Egerszegi · Hungria          | Tünde Szabó · Hungria                  | Janie Wagstaff · Estados Unidos     |
| Roma 1994             | He Cihong · China                      | Nina Zhivanevskaya · Rússia            | Barbara Bedford · Estados Unidos    |
| Perth 1998            | Lea Maurer · Estados Unidos            | Mai Nakamura · Japão                   | Sandra Völker · Alemanha            |
| Fukuoka 2001          | Natalie Coughlin · Estados Unidos      | Diana Mocanu · Roménia                 | Antje Buschschulte · Alemanha       |
| Barcelona 2003        | Antje Buschschulte · Alemanha          | Louise Ørnstedt · Dinamarca            | sem medalhas                        |
| Barcelona 2003        | Antje Buschschulte · Alemanha          | Katy Sexton · Grã-Bretanha             | sem medalhas                        |
| Montreal 2005         | Kirsty Coventry · Zimbabwe             | Antje Buschschulte · Alemanha          | Natalie Coughlin · Estados Unidos   |
| Melbourne 2007        | Natalie Coughlin (2) · Estados Unidos  | Laure Manaudou · França                | Reiko Nakamura · Japão              |
| Roma 2009             | Gemma Spofforth · Grã-Bretanha         | Anastasia Zuyeva · Rússia              | Emily Seebohm · Austrália           |
| Xangai 2011           | Zhao Jing · China                      | Anastasia Zuyeva · Rússia              | Natalie Coughlin · Estados Unidos   |
| Barcelona 2013        | Missy Franklin · Estados Unidos        | Emily Seebohm · Austrália              | Aya Terakawa · Japão                |
| Kazan 2015            | Emily Seebohm · Austrália              | Madison Wilson · Austrália             | Mie Nielsen · Dinamarca             |
| Budapeste 2017        | Kylie Masse · Canadá                   | Kathleen Baker · Estados Unidos        | Emily Seebohm · Austrália           |
| Gwangju 2019          | Kylie Masse (2) · Canadá               | Minna Atherton · Austrália             | Olivia Smoliga · Estados Unidos     |
| Budapeste 2022        | Regan Smith · Estados Unidos           | Kylie Masse · Canadá                   | Claire Curzan · Estados Unidos      |

Quadro de medalhas
| Pos.  | CON               | Ouro | Prata | Bronze | Total |
| ----- | ----------------- | ---- | ----- | ------ | ----- |
| 1     | Estados Unidos    | 7    | 2     | 7      | 16    |
| 2     | Alemanha Oriental | 3    | 4     | 0      | 7     |
| 3     | Canadá            | 2    | 1     | 3      | 6     |
| 4     | China             | 2    | 0     | 0      | 2     |
| 5     | Austrália         | 1    | 3     | 2      | 6     |
| 6     | Alemanha          | 1    | 1     | 2      | 4     |
| 7     | Grã-Bretanha      | 1    | 1     | 0      | 2     |
| 7     | Hungria           | 1    | 1     | 0      | 2     |
| 9     | Zimbabwe          | 1    | 0     | 0      | 1     |
| 10    | Rússia            | 0    | 3     | 0      | 3     |
| 11    | Japão             | 0    | 1     | 2      | 3     |
| 12    | Dinamarca         | 0    | 1     | 1      | 2     |
| 13    | França            | 0    | 1     | 0      | 1     |
| 13    | Roménia           | 0    | 1     | 0      | 1     |
| 15    | União Soviética   | 0    | 0     | 1      | 1     |
| Total | Total             | 19   | 20    | 18     | 57    |

#### 200 m costas
| Year                  | Ouro                                   | Prata                              | Bronze                                 |
| --------------------- | -------------------------------------- | ---------------------------------- | -------------------------------------- |
| Belgrado 1973         | Melissa Belote · Estados Unidos        | Enith Brigitha · Países Baixos     | Andrea Gyarmati · Hungria              |
| Cali 1975             | Birgit Treiber · Alemanha Oriental     | Nancy Garapick · Canadá            | Ulrike Richter · Alemanha Oriental     |
| Berlim Ocidental 1978 | Linda Jezek · Estados Unidos           | Birgit Treiber · Alemanha Oriental | Cheryl Gibson · Canadá                 |
| Guayaquil 1982        | Kornelia Sirch · Alemanha Oriental     | Georgina Parkes · Austrália        | Carmen Bunaciu · Roménia               |
| Madrid 1986           | Kornelia Sirch (2) · Alemanha Oriental | Betsy Mitchell · Estados Unidos    | Kathrin Zimmermann · Alemanha Oriental |
| Perth 1991            | Krisztina Egerszegi · Hungria          | Dagmar Hase · Alemanha             | Janie Wagstaff · Estados Unidos        |
| Roma 1994             | He Cihong · China                      | Krisztina Egerszegi · Hungria      | Lorenza Vigarani · Itália              |
| Perth 1998            | Roxana Maracineanu · França            | Dagmar Hase · Alemanha             | Mai Nakamura · Japão                   |
| Fukuoka 2001          | Diana Mocanu · Roménia                 | Stanislava Komarova · Rússia       | Joanna Fargus · Grã-Bretanha           |
| Barcelona 2003        | Katy Sexton · Grã-Bretanha             | Margaret Hoelzer · Estados Unidos  | Stanislava Komarova · Rússia           |
| Montreal 2005         | Kirsty Coventry · Zimbabwe             | Margaret Hoelzer · Estados Unidos  | Reiko Nakamura · Japão                 |
| Melbourne 2007        | Margaret Hoelzer · Estados Unidos      | Kirsty Coventry · Zimbabwe         | Reiko Nakamura · Japão                 |
| Roma 2009             | Kirsty Coventry (2) · Zimbabwe         | Anastasia Zuyeva · Rússia          | Elizabeth Beisel · Estados Unidos      |
| Xangai 2011           | Missy Franklin · Estados Unidos        | Belinda Hocking · Austrália        | Sharon van Rouwendaal · Países Baixos  |
| Barcelona 2013        | Missy Franklin (2) · Estados Unidos    | Belinda Hocking · Austrália        | Hilary Caldwell · Canadá               |
| Kazan 2015            | Emily Seebohm · Austrália              | Missy Franklin · Estados Unidos    | Katinka Hosszú · Hungria               |
| Budapeste 2017        | Emily Seebohm (2) · Austrália          | Katinka Hosszú · Hungria           | Kathleen Baker · Estados Unidos        |
| Gwangju 2019          | Regan Smith · Estados Unidos           | Kaylee McKeown · Austrália         | Kylie Masse · Canadá                   |
| Budapeste 2022        | Kaylee McKeown · Austrália             | Phoebe Bacon · Estados Unidos      | Rhyan White · Estados Unidos           |

Quadro de medalhas
| Pos.  | CON               | Ouro | Prata | Bronze | Total |
| ----- | ----------------- | ---- | ----- | ------ | ----- |
| 1     | Estados Unidos    | 6    | 5     | 4      | 15    |
| 2     | Austrália         | 3    | 4     | 0      | 7     |
| 3     | Alemanha Oriental | 3    | 1     | 2      | 6     |
| 4     | Zimbabwe          | 2    | 1     | 0      | 3     |
| 5     | Hungria           | 1    | 2     | 2      | 5     |
| 6     | Grã-Bretanha      | 1    | 0     | 1      | 2     |
| 6     | Roménia           | 1    | 0     | 1      | 2     |
| 8     | China             | 1    | 0     | 0      | 1     |
| 8     | França            | 1    | 0     | 0      | 1     |
| 10    | Rússia            | 0    | 2     | 1      | 3     |
| 11    | Alemanha          | 0    | 2     | 0      | 2     |
| 12    | Canadá            | 0    | 1     | 3      | 4     |
| 13    | Países Baixos     | 0    | 1     | 1      | 2     |
| 14    | Japão             | 0    | 0     | 3      | 3     |
| 15    | Itália            | 0    | 0     | 1      | 1     |
| Total | Total             | 19   | 19    | 19     | 57    |

### Nado peito

#### 50 m peito
| Year           | Ouro                               | Prata                          | Bronze                           |
| -------------- | ---------------------------------- | ------------------------------ | -------------------------------- |
| Fukuoka 2001   | Luo Xuejuan · China                | Kristy Kowal · Estados Unidos  | Zoë Baker · Grã-Bretanha         |
| Barcelona 2003 | Luo Xuejuan (2) · China            | Brooke Hanson · Austrália      | Zoë Baker · Grã-Bretanha         |
| Montreal 2005  | Jade Edmistone · Austrália         | Jessica Hardy · Estados Unidos | Brooke Hanson · Austrália        |
| Melbourne 2007 | Jessica Hardy · Estados Unidos     | Leisel Jones · Austrália       | Tara Kirk · Estados Unidos       |
| Roma 2009      | Yuliya Yefimova · Rússia           | Rebecca Soni · Estados Unidos  | Sarah Katsoulis · Austrália      |
| Xangai 2011    | Jessica Hardy (2) · Estados Unidos | Yuliya Yefimova · Rússia       | Rebecca Soni · Estados Unidos    |
| Barcelona 2013 | Yuliya Yefimova (2) · Rússia       | Rūta Meilutytė · Lituânia      | Jessica Hardy · Estados Unidos   |
| Kazan 2015     | Jennie Johansson · Suécia          | Alia Atkinson · Jamaica        | Yuliya Yefimova · Rússia         |
| Budapeste 2017 | Lilly King · Estados Unidos        | Yuliya Yefimova · Rússia       | Katie Meili · Estados Unidos     |
| Gwangju 2019   | Lilly King (2) · Estados Unidos    | Benedetta Pilato · Itália      | Yuliya Yefimova · Rússia         |
| Budapeste 2022 | Ruta Meilutytė · Lituânia          | Benedetta Pilato · Itália      | Lara van Niekerk · África do Sul |

Quadro de medalhas
| Pos.  | CON            | Ouro | Prata | Bronze | Total |
| ----- | -------------- | ---- | ----- | ------ | ----- |
| 1     | Estados Unidos | 4    | 3     | 4      | 11    |
| 2     | Rússia         | 2    | 2     | 2      | 6     |
| 3     | China          | 2    | 0     | 0      | 2     |
| 4     | Austrália      | 1    | 2     | 2      | 5     |
| 5     | Lituânia       | 1    | 1     | 0      | 2     |
| 6     | Suécia         | 1    | 0     | 0      | 1     |
| 7     | Itália         | 0    | 2     | 0      | 2     |
| 8     | Jamaica        | 0    | 1     | 0      | 1     |
| 9     | Grã-Bretanha   | 0    | 0     | 2      | 2     |
| 10    | África do Sul  | 0    | 0     | 1      | 1     |
| Total | Total          | 11   | 11    | 11     | 33    |

#### 100 m peito
| Year                  | Ouro                               | Prata                             | Bronze                                  |
| --------------------- | ---------------------------------- | --------------------------------- | --------------------------------------- |
| Belgrado 1973         | Renate Vogel · Alemanha Oriental   | Lyubov Rusanova · União Soviética | Brigitte Schuchardt · Alemanha Oriental |
| Cali 1975             | Hannelore Anke · Alemanha Oriental | Wijda Mazereeuw · Países Baixos   | Marcia Morey · Estados Unidos           |
| Berlim Ocidental 1978 | Yuliya Bogdanova · União Soviética | Tracy Caulkins · Estados Unidos   | Margaret Kelly · Grã-Bretanha           |
| Guayaquil 1982        | Ute Geweniger · Alemanha Oriental  | Ann Ottenbrite · Canadá           | sem medalhas                            |
| Guayaquil 1982        | Ute Geweniger · Alemanha Oriental  | Kim Rhodenbaugh · Estados Unidos  | sem medalhas                            |
| Madrid 1986           | Sylvia Gerasch · Alemanha Oriental | Silke Hörner · Alemanha Oriental  | Tanya Bogomilova · Bulgária             |
| Perth 1991            | Linley Frame · Austrália           | Jana Dörries · Alemanha           | Yelena Volkova · União Soviética        |
| Roma 1994             | Samantha Riley · Austrália         | Dai Guohong · China               | Yuan Yuan · China                       |
| Perth 1998            | Kristy Kowal · Estados Unidos      | Helen Denman · Austrália          | Lauren van Oosten · Canadá              |
| Fukuoka 2001          | Luo Xuejuan · China                | Leisel Jones · Austrália          | Ágnes Kovács · Hungria                  |
| Barcelona 2003        | Luo Xuejuan (2) · China            | Amanda Beard · Estados Unidos     | Leisel Jones · Austrália                |
| Montreal 2005         | Leisel Jones · Austrália           | Jessica Hardy · Estados Unidos    | Tara Kirk · Estados Unidos              |
| Melbourne 2007        | Leisel Jones (2) · Austrália       | Tara Kirk · Estados Unidos        | Anna Khlistunova · Ucrânia              |
| Roma 2009             | Rebecca Soni · Estados Unidos      | Yuliya Yefimova · Rússia          | Kasey Carlson · Estados Unidos          |
| Xangai 2011           | Rebecca Soni (2) · Estados Unidos  | Leisel Jones · Austrália          | Ji Liping · China                       |
| Barcelona 2013        | Rūta Meilutytė · Lituânia          | Yuliya Yefimova · Rússia          | Jessica Hardy · Estados Unidos          |
| Kazan 2015            | Yuliya Yefimova · Rússia           | Rūta Meilutytė · Lituânia         | Alia Atkinson · Jamaica                 |
| Budapeste 2017        | Lilly King · Estados Unidos        | Katie Meili · Estados Unidos      | Yuliya Yefimova · Rússia                |
| Gwangju 2019          | Lilly King (2) · Estados Unidos    | Yuliya Yefimova · Rússia          | Martina Carraro · Itália                |
| Budapeste 2022        | Benedetta Pilato · Itália          | Anna Elendt · Alemanha            | Rūta Meilutytė · Lituânia               |

Quadro de medalhas
| Pos.  | CON               | Ouro | Prata | Bronze | Total |
| ----- | ----------------- | ---- | ----- | ------ | ----- |
| 1     | Estados Unidos    | 5    | 6     | 4      | 15    |
| 2     | Austrália         | 4    | 3     | 1      | 8     |
| 3     | Alemanha Oriental | 4    | 1     | 1      | 6     |
| 4     | China             | 2    | 1     | 2      | 5     |
| 5     | Rússia            | 1    | 3     | 1      | 5     |
| 6     | Lituânia          | 1    | 1     | 1      | 3     |
| 6     | União Soviética   | 1    | 1     | 1      | 3     |
| 8     | Itália            | 1    | 0     | 1      | 2     |
| 9     | Alemanha          | 0    | 2     | 0      | 2     |
| 10    | Canadá            | 0    | 1     | 1      | 2     |
| 11    | Países Baixos     | 0    | 1     | 0      | 1     |
| 12    | Bulgária          | 0    | 0     | 1      | 1     |
| 12    | Grã-Bretanha      | 0    | 0     | 1      | 1     |
| 12    | Hungria           | 0    | 0     | 1      | 1     |
| 12    | Jamaica           | 0    | 0     | 1      | 1     |
| 12    | Ucrânia           | 0    | 0     | 1      | 1     |
| Total | Total             | 19   | 20    | 18     | 57    |

#### 200 m peito
| Year                  | Ouro                                 | Prata                               | Bronze                            |
| --------------------- | ------------------------------------ | ----------------------------------- | --------------------------------- |
| Belgrado 1973         | Renate Vogel · Alemanha Oriental     | Hannelore Anke · Alemanha Oriental  | Lynn Colella · Estados Unidos     |
| Cali 1975             | Hannelore Anke · Alemanha Oriental   | Wijda Mazereeuw · Países Baixos     | Karla Linke · Alemanha Oriental   |
| Berlim Ocidental 1978 | Lina Kačiušytė · União Soviética     | Yuliya Bogdanova · União Soviética  | Susanne Nielsson · Dinamarca      |
| Guayaquil 1982        | Svetlana Varganova · União Soviética | Ute Geweniger · Alemanha Oriental   | Ann Ottenbrite · Canadá           |
| Madrid 1986           | Silke Hörner · Alemanha Oriental     | Tanya Bogomilova · Bulgária         | Allison Higson · Canadá           |
| Perth 1991            | Yelena Volkova · União Soviética     | Linley Frame · Austrália            | Jana Dörries · Alemanha           |
| Roma 1994             | Samantha Riley · Austrália           | Yuan Yuan · China                   | Brigitte Becue · Bélgica          |
| Perth 1998            | Ágnes Kovács · Hungria               | Kristy Kowal · Estados Unidos       | Jenna Street · Estados Unidos     |
| Fukuoka 2001          | Ágnes Kovács · Hungria               | Qi Hui · China                      | Luo Xuejuan · China               |
| Barcelona 2003        | Amanda Beard · Estados Unidos        | Leisel Jones · Austrália            | Qi Hui · China                    |
| Montreal 2005         | Leisel Jones · Austrália             | Anne Poleska · Alemanha             | Mirna Jukić · Áustria             |
| Melbourne 2007        | Leisel Jones · Austrália             | Kirsty Balfour · Grã-Bretanha       | sem medalhas                      |
| Melbourne 2007        | Leisel Jones · Austrália             | Megan Jendrick · Estados Unidos     | sem medalhas                      |
| Roma 2009             | Nađa Higl · Sérvia                   | Annamay Pierse · Canadá             | Mirna Jukić · Áustria             |
| Xangai 2011           | Rebecca Soni · Estados Unidos        | Yuliya Yefimova · Rússia            | Martha McCabe · Canadá            |
| Barcelona 2013        | Yuliya Yefimova · Rússia             | Rikke Møller Pedersen · Dinamarca   | Micah Lawrence · Estados Unidos   |
| Kazan 2015            | Kanako Watanabe · Japão              | Micah Lawrence · Estados Unidos     | Rikke Møller Pedersen · Dinamarca |
| Kazan 2015            | Kanako Watanabe · Japão              | Micah Lawrence · Estados Unidos     | Shi Jinglin · China               |
| Kazan 2015            | Kanako Watanabe · Japão              | Micah Lawrence · Estados Unidos     | Jessica Vall · Espanha            |
| Budapeste 2017        | Yuliya Yefimova · Rússia             | Bethany Galat · Estados Unidos      | Shi Jinglin · China               |
| Gwangju 2019          | Yuliya Yefimova (3) · Rússia         | Tatjana Schoenmaker · África do Sul | Sydney Pickrem · Canadá           |
| Budapeste 2022        | Lilly King · Estados Unidos          | Jenna Strauch · Austrália           | Kate Douglass · Estados Unidos    |

Quadro de medalhas
| Pos.  | CON               | Ouro | Prata | Bronze | Total |
| ----- | ----------------- | ---- | ----- | ------ | ----- |
| 1     | Estados Unidos    | 3    | 4     | 4      | 11    |
| 2     | Austrália         | 3    | 3     | 0      | 6     |
| 3     | Alemanha Oriental | 3    | 2     | 1      | 6     |
| 4     | União Soviética   | 3    | 1     | 1      | 5     |
| 5     | Rússia            | 3    | 1     | 0      | 4     |
| 6     | Hungria           | 2    | 0     | 0      | 2     |
| 7     | Japão             | 1    | 0     | 0      | 1     |
| 7     | Sérvia            | 1    | 0     | 0      | 1     |
| 9     | China             | 0    | 2     | 4      | 6     |
| 10    | Canadá            | 0    | 1     | 4      | 5     |
| 11    | Dinamarca         | 0    | 1     | 1      | 2     |
| 11    | Alemanha          | 0    | 1     | 1      | 2     |
| 13    | Bulgária          | 0    | 1     | 0      | 1     |
| 13    | Grã-Bretanha      | 0    | 1     | 0      | 1     |
| 13    | Países Baixos     | 0    | 1     | 0      | 1     |
| 13    | África do Sul     | 0    | 1     | 0      | 1     |
| 17    | Áustria           | 0    | 0     | 2      | 2     |
| 18    | Bélgica           | 0    | 0     | 1      | 1     |
| 18    | Espanha           | 0    | 0     | 1      | 1     |
| Total | Total             | 19   | 20    | 20     | 59    |

### Nado borboleta

#### 50 m peito
| Year           | Ouro                           | Prata                               | Bronze                              |
| -------------- | ------------------------------ | ----------------------------------- | ----------------------------------- |
| Fukuoka 2001   | Inge de Bruijn · Países Baixos | Therese Alshammar · Suécia          | Anna-Karin Kammerling · Suécia      |
| Barcelona 2003 | Inge de Bruijn · Países Baixos | Jenny Thompson · Estados Unidos     | Anna-Karin Kammerling · Suécia      |
| Montreal 2005  | Danni Miatke · Austrália       | Anna-Karin Kammerling · Suécia      | Therese Alshammar · Suécia          |
| Melbourne 2007 | Therese Alshammar · Suécia     | Danni Miatke · Austrália            | Inge Dekker · Países Baixos         |
| Roma 2009      | Marieke Guehrer · Austrália    | Zhou Yafei · China                  | Ingvild Snildal · Noruega           |
| Xangai 2011    | Inge Dekker · Países Baixos    | Therese Alshammar · Suécia          | Mélanie Henique · França            |
| Barcelona 2013 | Jeanette Ottesen · Dinamarca   | Lu Ying · China                     | Ranomi Kromowidjojo · Países Baixos |
| Kazan 2015     | Sarah Sjöström · Suécia        | Jeanette Ottesen · Dinamarca        | Lu Ying · China                     |
| Budapeste 2017 | Sarah Sjöström · Suécia        | Ranomi Kromowidjojo · Países Baixos | Farida Osman · Egito                |
| Gwangju 2019   | Sarah Sjöström · Suécia        | Ranomi Kromowidjojo · Países Baixos | Farida Osman · Egito                |
| Budapeste 2022 | Sarah Sjöström (4) · Suécia    | Mélanie Henique · França            | Zhang Yufei · China                 |

Quadro de medalhas
| Pos.  | CON            | Ouro | Prata | Bronze | Total |
| ----- | -------------- | ---- | ----- | ------ | ----- |
| 1     | Suécia         | 5    | 3     | 3      | 11    |
| 2     | Países Baixos  | 3    | 2     | 2      | 7     |
| 3     | Austrália      | 2    | 1     | 0      | 3     |
| 4     | Dinamarca      | 1    | 1     | 0      | 2     |
| 5     | China          | 0    | 2     | 2      | 4     |
| 6     | França         | 0    | 1     | 1      | 2     |
| 7     | Estados Unidos | 0    | 1     | 0      | 1     |
| 8     | Egito          | 0    | 0     | 2      | 2     |
| 9     | Noruega        | 0    | 0     | 1      | 1     |
| Total | Total          | 11   | 11    | 11     | 33    |

#### 100 m peito
| Year                  | Ouro                                  | Prata                                | Bronze                              |
| --------------------- | ------------------------------------- | ------------------------------------ | ----------------------------------- |
| Belgrado 1973         | Kornelia Ender · Alemanha Oriental    | Rosemarie Kother · Alemanha Oriental | Mayumi Aoki · Japão                 |
| Cali 1975             | Kornelia Ender · Alemanha Oriental    | Rosemarie Kother · Alemanha Oriental | Camille Wright · Estados Unidos     |
| Berlim Ocidental 1978 | Joan Pennington · Estados Unidos      | Andrea Pollack · Alemanha Oriental   | Wendy Quirk · Canadá                |
| Guayaquil 1982        | Mary T. Meagher · Estados Unidos      | Ines Geissler · Alemanha Oriental    | Melanie Buddemeyer · Estados Unidos |
| Madrid 1986           | Kornelia Gressler · Alemanha Oriental | Kristin Otto · Alemanha Oriental     | Mary T. Meagher · Estados Unidos    |
| Perth 1991            | Qian Hong · China                     | Wang Xiaohong · China                | Catherine Plewinski · França        |
| Roma 1994             | Liu Limin · China                     | Qu Yun · China                       | Susan O'Neill · Austrália           |
| Perth 1998            | Jenny Thompson · Estados Unidos       | Ayari Aoyama · Japão                 | Petria Thomas · Austrália           |
| Fukuoka 2001          | Petria Thomas · Austrália             | Otylia Jędrzejczak · Polónia         | Junko Onishi · Japão                |
| Barcelona 2003        | Jenny Thompson · Estados Unidos       | Otylia Jędrzejczak · Polónia         | Martina Moravcová · Eslováquia      |
| Montreal 2005         | Jessicah Schipper · Austrália         | Libby Lenton · Austrália             | Otylia Jędrzejczak · Polónia        |
| Melbourne 2007        | Libby Lenton · Austrália              | Jessicah Schipper · Austrália        | Natalie Coughlin · Estados Unidos   |
| Roma 2009             | Sarah Sjöström · Suécia               | Jessicah Schipper · Austrália        | Jiao Liuyang · China                |
| Xangai 2011           | Dana Vollmer · Estados Unidos         | Alicia Coutts · Austrália            | Lu Ying · China                     |
| Barcelona 2013        | Sarah Sjöström · Suécia               | Alicia Coutts · Austrália            | Dana Vollmer · Estados Unidos       |
| Kazan 2015            | Sarah Sjöström · Suécia               | Jeanette Ottesen · Dinamarca         | Lu Ying · China                     |
| Budapeste 2017        | Sarah Sjöström (4) · Suécia           | Emma McKeon · Austrália              | Kelsi Worrell · Estados Unidos      |
| Gwangju 2019          | Maggie Mac Neil · Canadá              | Sarah Sjöström · Suécia              | Emma McKeon · Austrália             |
| Budapeste 2022        | Torri Huske · Estados Unidos          | Marie Wattel · França                | Zhang Yufei · China                 |

Quadro de medalhas
| Pos.  | CON               | Ouro | Prata | Bronze | Total |
| ----- | ----------------- | ---- | ----- | ------ | ----- |
| 1     | Estados Unidos    | 6    | 0     | 6      | 12    |
| 2     | Suécia            | 4    | 1     | 0      | 5     |
| 3     | Austrália         | 3    | 6     | 3      | 12    |
| 4     | Alemanha Oriental | 3    | 5     | 0      | 8     |
| 5     | China             | 2    | 2     | 4      | 8     |
| 6     | Canadá            | 1    | 0     | 1      | 2     |
| 7     | Polónia           | 0    | 2     | 1      | 3     |
| 8     | Japão             | 0    | 1     | 2      | 3     |
| 9     | França            | 0    | 1     | 1      | 2     |
| 10    | Dinamarca         | 0    | 1     | 0      | 1     |
| 11    | Eslováquia        | 0    | 0     | 1      | 1     |
| Total | Total             | 19   | 19    | 19     | 57    |

#### 200 m peito
| Year                  | Ouro                                     | Prata                                 | Bronze                                |
| --------------------- | ---------------------------------------- | ------------------------------------- | ------------------------------------- |
| Belgrado 1973         | Rosemarie Kother · Alemanha Oriental     | Roswitha Beier · Alemanha Oriental    | Lynn Colella · Estados Unidos         |
| Cali 1975             | Rosemarie Kother (2) · Alemanha Oriental | Valerie Lee · Estados Unidos          | Gabrielle Wuschek · Alemanha Oriental |
| Berlim Ocidental 1978 | Tracy Caulkins · Estados Unidos          | Nancy Hogshead · Estados Unidos       | Andrea Pollack · Alemanha Oriental    |
| Guayaquil 1982        | Ines Geissler · Alemanha Oriental        | Mary T. Meagher · Estados Unidos      | Heike Dahne · Alemanha Oriental       |
| Madrid 1986           | Mary T. Meagher · Estados Unidos         | Kornelia Gressler · Alemanha Oriental | Birte Weigang · Alemanha Oriental     |
| Perth 1991            | Summer Sanders · Estados Unidos          | Rie Shito · Japão                     | Hayley Lewis · Austrália              |
| Roma 1994             | Liu Limin · China                        | Qu Yun · China                        | Susan O'Neill · Austrália             |
| Perth 1998            | Susan O'Neill · Austrália                | Petria Thomas · Austrália             | Misty Hyman · Estados Unidos          |
| Fukuoka 2001          | Petria Thomas · Austrália                | Annika Mehlhorn · Alemanha            | Kaitlin Sandeno · Estados Unidos      |
| Barcelona 2003        | Otylia Jędrzejczak · Polónia             | Éva Risztov · Hungria                 | Yuko Nakanishi · Japão                |
| Montreal 2005         | Otylia Jędrzejczak (2) · Polónia         | Jessicah Schipper · Austrália         | Yuko Nakanishi · Japão                |
| Melbourne 2007        | Jessicah Schipper · Austrália            | Kim Vandenberg · Estados Unidos       | Otylia Jędrzejczak · Polónia          |
| Roma 2009             | Jessicah Schipper (2) · Austrália        | Liu Zige · China                      | Katinka Hosszú · Hungria              |
| Xangai 2011           | Jiao Liuyang · China                     | Ellen Gandy · Grã-Bretanha            | Liu Zige · China                      |
| Barcelona 2013        | Liu Zige · China                         | Mireia Belmonte · Espanha             | Katinka Hosszú · Hungria              |
| Kazan 2015            | Natsumi Hoshi · Japão                    | Cammile Adams · Estados Unidos        | Zhang Yufei · China                   |
| Budapeste 2017        | Mireia Belmonte · Espanha                | Franziska Hentke · Alemanha           | Katinka Hosszú · Hungria              |
| Gwangju 2019          | Boglárka Kapás · Hungria                 | Hali Flickinger · Estados Unidos      | Katie Drabot · Estados Unidos         |
| Budapeste 2022        | Summer McIntosh · Canadá                 | Hali Flickinger · Estados Unidos      | Zhang Yufei · China                   |

Quadro de medalhas
| Pos.  | CON               | Ouro | Prata | Bronze | Total |
| ----- | ----------------- | ---- | ----- | ------ | ----- |
| 1     | Austrália         | 4    | 2     | 2      | 8     |
| 2     | Estados Unidos    | 3    | 7     | 4      | 14    |
| 3     | Alemanha Oriental | 3    | 2     | 4      | 9     |
| 4     | China             | 3    | 2     | 3      | 8     |
| 5     | Polónia           | 2    | 0     | 1      | 3     |
| 6     | Hungria           | 1    | 1     | 3      | 5     |
| 7     | Japão             | 1    | 1     | 2      | 4     |
| 8     | Espanha           | 1    | 1     | 0      | 2     |
| 9     | Canadá            | 1    | 0     | 0      | 1     |
| 10    | Alemanha          | 0    | 2     | 0      | 2     |
| 11    | Grã-Bretanha      | 0    | 1     | 0      | 1     |
| Total | Total             | 19   | 19    | 19     | 57    |

### Medley individual

#### 200 m medley
| Year                  | Ouro                                | Prata                               | Bronze                                |
| --------------------- | ----------------------------------- | ----------------------------------- | ------------------------------------- |
| Belgrado 1973         | Andrea Hubner · Alemanha Oriental   | Kornelia Ender · Alemanha Oriental  | Kathy Heddy · Estados Unidos          |
| Cali 1975             | Kathy Heddy · Estados Unidos        | Ulrike Tauber · Alemanha Oriental   | Angela Franke · Alemanha Oriental     |
| Berlim Ocidental 1978 | Tracy Caulkins · Estados Unidos     | Joan Pennington · Estados Unidos    | Ulrike Tauber · Alemanha Oriental     |
| Guayaquil 1982        | Petra Schneider · Alemanha Oriental | Ute Geweniger · Alemanha Oriental   | Tracy Caulkins · Estados Unidos       |
| Madrid 1986           | Kristin Otto · Alemanha Oriental    | Elena Dendeberova · União Soviética | Kathleen Nord · Alemanha Oriental     |
| Perth 1991            | Lin Li · China                      | Summer Sanders · Estados Unidos     | Daniela Hunger · Alemanha             |
| Roma 1994             | Lü Bin · China                      | Allison Wagner · Estados Unidos     | Elli Overton · Austrália              |
| Perth 1998            | Wu Yanyan · China                   | Chen Yan · China                    | Martina Moravcová · Eslováquia        |
| Fukuoka 2001          | Martha Bowen · Estados Unidos       | Yana Klochkova · Ucrânia            | Qi Hui · China                        |
| Barcelona 2003        | Yana Klochkova · Ucrânia            | Alice Mills · Austrália             | Zhou Yafei · China                    |
| Montreal 2005         | Katie Hoff · Estados Unidos         | Kirsty Coventry · Zimbabwe          | Lara Carroll · Austrália              |
| Melbourne 2007        | Katie Hoff · Estados Unidos         | Kirsty Coventry · Zimbabwe          | Stephanie Rice · Austrália            |
| Roma 2009             | Ariana Kukors · Estados Unidos      | Stephanie Rice · Austrália          | Katinka Hosszú · Hungria              |
| Xangai 2011           | Ye Shiwen · China                   | Alicia Coutts · Austrália           | Ariana Kukors · Estados Unidos        |
| Barcelona 2013        | Katinka Hosszú · Hungria            | Alicia Coutts · Austrália           | Mireia Belmonte · Espanha             |
| Kazan 2015            | Katinka Hosszú · Hungria            | Kanako Watanabe · Japão             | Siobhan-Marie O'Connor · Grã-Bretanha |
| Budapeste 2017        | Katinka Hosszú · Hungria            | Yui Ohashi · Japão                  | Madisyn Cox · Estados Unidos          |
| Gwangju 2019          | Katinka Hosszú (4) · Hungria        | Ye Shiwen · China                   | Sydney Pickrem · Canadá               |
| Budapeste 2022        | Alexandra Walsh · Estados Unidos    | Kaylee McKeown · Austrália          | Leah Hayes · Estados Unidos           |

Quadro de medalhas
| Pos.  | CON               | Ouro | Prata | Bronze | Total |
| ----- | ----------------- | ---- | ----- | ------ | ----- |
| 1     | Estados Unidos    | 7    | 3     | 5      | 15    |
| 2     | China             | 4    | 2     | 2      | 8     |
| 3     | Hungria           | 4    | 0     | 1      | 5     |
| 4     | Alemanha Oriental | 3    | 3     | 3      | 9     |
| 5     | Ucrânia           | 1    | 1     | 0      | 2     |
| 6     | Austrália         | 0    | 5     | 3      | 8     |
| 7     | Japão             | 0    | 2     | 0      | 2     |
| 7     | Zimbabwe          | 0    | 2     | 0      | 2     |
| 9     | União Soviética   | 0    | 1     | 0      | 1     |
| 10    | Canadá            | 0    | 0     | 1      | 1     |
| 10    | Alemanha          | 0    | 0     | 1      | 1     |
| 10    | Grã-Bretanha      | 0    | 0     | 1      | 1     |
| 10    | Eslováquia        | 0    | 0     | 1      | 1     |
| 10    | Espanha           | 0    | 0     | 1      | 1     |
| Total | Total             | 19   | 19    | 19     | 57    |

#### 400 m medley
| Year                  | Ouro                                | Prata                               | Bronze                              |
| --------------------- | ----------------------------------- | ----------------------------------- | ----------------------------------- |
| Belgrado 1973         | Gudrun Wegner · Alemanha Oriental   | Angela Franke · Alemanha Oriental   | Novella Calligaris · Itália         |
| Cali 1975             | Ulrike Tauber · Alemanha Oriental   | Karla Linke · Alemanha Oriental     | Kathy Heddy · Estados Unidos        |
| Berlim Ocidental 1978 | Tracy Caulkins · Estados Unidos     | Ulrike Tauber · Alemanha Oriental   | Petra Schneider · Alemanha Oriental |
| Guayaquil 1982        | Petra Schneider · Alemanha Oriental | Kathleen Nord · Alemanha Oriental   | Tracy Caulkins · Estados Unidos     |
| Madrid 1986           | Kathleen Nord · Alemanha Oriental   | Michelle Griglione · Estados Unidos | Noemi Lung · Roménia                |
| Perth 1991            | Lin Li · China                      | Hayley Lewis · Austrália            | Summer Sanders · Estados Unidos     |
| Roma 1994             | Dai Guohong · China                 | Allison Wagner · Estados Unidos     | Kristine Quance · Estados Unidos    |
| Perth 1998            | Chen Yan · China                    | Yana Klochkova · Ucrânia            | Yasuko Tajima · Japão               |
| Fukuoka 2001          | Yana Klochkova · Ucrânia            | Martha Bowen · Estados Unidos       | Beatrice Căslaru · Roménia          |
| Barcelona 2003        | Yana Klochkova · Ucrânia            | Éva Risztov · Hungria               | Beatrice Căslaru · Roménia          |
| Montreal 2005         | Katie Hoff · Estados Unidos         | Kirsty Coventry · Zimbabwe          | Kaitlin Sandeno · Estados Unidos    |
| Melbourne 2007        | Katie Hoff · Estados Unidos         | Yana Martynova · Rússia             | Stephanie Rice · Austrália          |
| Roma 2009             | Katinka Hosszú · Hungria            | Kirsty Coventry · Zimbabwe          | Stephanie Rice · Austrália          |
| Xangai 2011           | Elizabeth Beisel · Estados Unidos   | Hannah Miley · Grã-Bretanha         | Stephanie Rice · Austrália          |
| Barcelona 2013        | Katinka Hosszú · Hungria            | Mireia Belmonte · Espanha           | Elizabeth Beisel · Estados Unidos   |
| Kazan 2015            | Katinka Hosszú · Hungria            | Maya DiRado · Estados Unidos        | Emily Overholt · Canadá             |
| Budapeste 2017        | Katinka Hosszú · Hungria            | Mireia Belmonte · Espanha           | Sydney Pickrem · Canadá             |
| Gwangju 2019          | Katinka Hosszú (5) · Hungria        | Ye Shiwen · China                   | Yui Ohashi · Japão                  |
| Budapeste 2022        | Summer McIntosh · Canadá            | Katie Grimes · Estados Unidos       | Emma Weyant · Estados Unidos        |

Quadro de medalhas
| Pos.  | CON               | Ouro | Prata | Bronze | Total |
| ----- | ----------------- | ---- | ----- | ------ | ----- |
| 1     | Hungria           | 5    | 1     | 0      | 6     |
| 2     | Estados Unidos    | 4    | 5     | 7      | 16    |
| 3     | Alemanha Oriental | 4    | 4     | 1      | 9     |
| 4     | China             | 3    | 1     | 0      | 4     |
| 5     | Ucrânia           | 2    | 1     | 0      | 3     |
| 6     | Canadá            | 1    | 0     | 2      | 3     |
| 7     | Espanha           | 0    | 2     | 0      | 2     |
| 7     | Zimbabwe          | 0    | 2     | 0      | 2     |
| 9     | Austrália         | 0    | 1     | 3      | 4     |
| 10    | Grã-Bretanha      | 0    | 1     | 0      | 1     |
| 10    | Rússia            | 0    | 1     | 0      | 1     |
| 12    | Roménia           | 0    | 0     | 3      | 3     |
| 13    | Japão             | 0    | 0     | 2      | 2     |
| 14    | Itália            | 0    | 0     | 1      | 1     |
| Total | Total             | 19   | 19    | 19     | 57    |

### Revezamento livre

#### 4 x 100 m livre
| Year                  | Ouro | Prata | Bronze |
| --------------------- | --- | --- | --- |
| Belgrado 1973         | Alemanha Oriental (GDR) · Kornelia Ender · Andrea Eife · Andrea Hübner · Sylvia Eichner · Elke Sehmisch* · Angela Franke*                             | Estados Unidos (USA) · Kim Peyton · Kathy Heddy · Heather Greenwood · Shirley Babashoff · Keena Rothhammer* · Deena Deardurff*                     | Alemanha Ocidental (FRG) · Jutta Weber · Heidemarie Reineck · Gudrun Beckman · Angela Steinbach                                 |
| Cali 1975             | Alemanha Oriental (GDR) · Kornelia Ender · Barbara Krause · Claudia Hempel · Ute Brückner · Marina Jank* · Birgit Treiber*                            | Estados Unidos (USA) · Kathy Heddy · Karen Reeser · Kelly Rowell · Shirley Babashoff · Bonnie Brown* · Jill Symons*                                | Canadá (CAN) · Gail Amundrud · Anne Jardin · Becky Smith · Jill Quick · Barbara Clark*                                          |
| Berlim Ocidental 1978 | Estados Unidos (USA) · Tracy Caulkins · Stephanie Elkins · Jill Sterkel · Cynthia Woodhead · Jennifer Hooker* · Missy Gehan* · Jane Abraham*          | Alemanha Oriental (GDR) · Heike Witt · Caren Metschuck · Barbara Krause · Petra Priemer · Birgit Treiber*                                          | Canadá (CAN) · Gail Amundrud · Nancy Garapick · Susan Sloan · Wendy Quirk · Carol Klimpel*                                      |
| Guayaquil 1982        | Alemanha Oriental (GDR) · Birgit Meineke · Susanne Link · Kristin Otto · Caren Metschuck · Kathleen Nord*                                             | Estados Unidos (USA) · Susan Habernigg · Kathy Treible · Elisabeth Washut · Jill Sterkel · Marybeth Linzmeier* · Julie Williams* · Tracy Caulkins* | Países Baixos (NED) · Annemarie Verstappen · Annelies Maas · Wilma van Velsen · Conny van Bentum · Desi Reijers*                |
| Madrid 1986           | Alemanha Oriental (GDR) · Kristin Otto · Manuela Stellmach · Sabina Schulze · Heike Friedrich · Kornelia Gressler* · Karen König* · Nadja Bergknecht* | Estados Unidos (USA) · Jenna Johnson · Dara Torres · Mary T. Meagher · Betsy Mitchell · Laura Walker* · Aimee Berzins* · Mary Wayte*               | Países Baixos (NED) · Conny van Bentum · Laura Leideritz · Karin Brienesse · Annemarie Verstappen                               |
| Perth 1991            | Estados Unidos (USA) · Nicole Haislett · Julie Cooper · Whitney Hedgepeth · Jenny Thompson · Lynn Kohl* · Ashley Tappin*                              | Alemanha (GER) · Simone Osygus · Kerstin Kielgass · Karin Seick · Manuela Stellmach · Katrin Meissner* · Daniela Hunger*                           | Países Baixos (NED) · Marianne Muis · Inge de Bruijn · Mildred Muis · Karin Brienesse · Diana van der Plaats* · Manon Masseurs* |
| Roma 1994             | China (CHN) · Le Jingyi · Shan Ying · Le Ying · Lü Bin                                                                                                | Estados Unidos (USA) · Angel Martino · Amy Van Dyken · Nicole Haislett · Jenny Thompson · Ashley Tappin* · Lindsey Farella*                        | Alemanha (GER) · Franziska van Almsick · Katrin Meissner · Kerstin Kielgass · Daniela Hunger · Anja Kleber* · Anke Scholz*      |
| Perth 1998            | Estados Unidos (USA) · Lindsay Farella · Amy Van Dyken · Barbara Bedford · Jenny Thompson · Catherine Fox* · Melanie Valerio*                         | Alemanha (GER) · Sandra Völker · Simone Osygus · Franziska van Almsick · Katrin Meissner · Antje Buschschulte* · Silvia Szalai*                    | Austrália (AUS) · Sarah Ryan · Rebecca Creedy · Susie O'Neill · Angela Kennedy · Kate Godfrey*                                  |
| Fukuoka 2001          | Alemanha (GER) · Petra Dallmann · Antje Buschschulte · Katrin Meissner · Sandra Völker · Meike Freitag*                                               | Grã-Bretanha (GBR) · Alison Sheppard · Melanie Marshall · Rosalind Brett · Karen Pickering                                                         | sem medalhas |
| Fukuoka 2001          | Alemanha (GER) · Petra Dallmann · Antje Buschschulte · Katrin Meissner · Sandra Völker · Meike Freitag*                                               | Estados Unidos (USA) · Colleen Lanne · Erin Phenix · Maritza Correia · Courtney Shealy · Tammie Stone* · Stefanie Williams*                        | sem medalhas |
| Barcelona 2003        | Estados Unidos (USA) · Natalie Coughlin · Lindsay Benko · Rhi Jeffrey · Jenny Thompson (3) · Gabrielle Rose* · Maritza Correia*                       | Alemanha (GER) · Petra Dallmann · Katrin Meissner · Antje Buschschulte · Sandra Völker · Daniela Götz* · Alessa Ries*                              | Austrália (AUS) · Lisbeth Lenton · Elka Graham · Jodie Henry · Alice Mills · Sophie Edington*                                   |
| Montreal 2005         | Austrália (AUS) · Jodie Henry · Alice Mills · Shayne Reese · Libby Lenton · Sophie Edington*                                                          | Alemanha (GER) · Petra Dallmann · Antje Buschschulte · Annika Liebs · Daniela Götz · Meike Freitag*                                                | Estados Unidos (USA) · Natalie Coughlin · Kara Lynn Joyce · Lacey Nymeyer · Amanda Weir · Emily Silver* · Mary DeScenza*        |
| Melbourne 2007        | Austrália (AUS) · Libby Lenton · Melanie Schlanger · Shayne Reese · Jodie Henry · Danni Miatke* · Sally Hunter*                                       | Estados Unidos (USA) · Natalie Coughlin · Lacey Nymeyer · Amanda Weir · Kara Lynn Joyce · Dana Vollmer*                                            | Países Baixos (NED) · Inge Dekker · Ranomi Kromowidjojo · Femke Heemskerk · Marleen Veldhuis · Chantal Groot*                   |
| Roma 2009             | Países Baixos (NED) · Inge Dekker · Ranomi Kromowidjojo · Femke Heemskerk · Marleen Veldhuis · Hinkelien Schreuder*                                   | Alemanha (GER) · Britta Steffen · Daniela Samulski · Petra Dallmann · Daniela Schreiber                                                            | Austrália (AUS) · Lisbeth Trickett · Marieke Guehrer · Shayne Reese · Felicity Galvez · Sally Hunter* · Meagan Nay*             |
| Xangai 2011           | Países Baixos (NED) · Inge Dekker · Ranomi Kromowidjojo · Marleen Veldhuis · Femke Heemskerk · Maud van der Meer*                                     | Estados Unidos (USA) · Natalie Coughlin · Missy Franklin · Jessica Hardy · Dana Vollmer · Amanda Weir* · Kara Lynn Joyce*                          | Alemanha (GER) · Britta Steffen · Silke Lippok · Lisa Vitting · Daniela Schreiber                                               |
| Barcelona 2013        | Estados Unidos (USA) · Missy Franklin · Natalie Coughlin · Shannon Vreeland · Megan Romano · Simone Manuel* · Elizabeth Pelton*                       | Austrália (AUS) · Cate Campbell · Bronte Campbell · Emma McKeon · Alicia Coutts · Brittany Elmslie* · Emily Seebohm*                               | Países Baixos (NED) · Elise Bouwens · Femke Heemskerk · Inge Dekker · Ranomi Kromowidjojo · Esmee Vermeulen*                    |
| Kazan 2015            | Austrália (AUS) · Emily Seebohm · Emma McKeon · Bronte Campbell · Cate Campbell · Madison Wilson* · Melanie Wright* · Bronte Barratt*                 | Países Baixos (NED) · Ranomi Kromowidjojo · Maud van der Meer · Marrit Steenbergen · Femke Heemskerk                                               | Estados Unidos (USA) · Missy Franklin · Margo Geer · Lia Neal · Simone Manuel · Shannon Vreeland* · Abbey Weitzeil*             |
| Budapeste 2017        | Estados Unidos (USA) · Mallory Comerford · Kelsi Worrell · Katie Ledecky · Simone Manuel · Lia Neal* · Olivia Smoliga*                                | Austrália (AUS) · Shayna Jack · Bronte Campbell · Brittany Elmslie · Emma McKeon · Emily Seebohm* · Madison Wilson*                                | Países Baixos (NED) · Kim Busch · Femke Heemskerk · Maud van der Meer · Ranomi Kromowidjojo                                     |
| Gwangju 2019          | Austrália (AUS) · Bronte Campbell · Brianna Throssell · Emma McKeon · Cate Campbell · Madison Wilson*                                                 | Estados Unidos (USA) · Mallory Comerford · Abbey Weitzeil · Kelsi Dahlia · Simone Manuel · Allison Schmitt* · Margo Geer* · Lia Neal*              | Canadá (CAN) · Kayla Sanchez · Taylor Ruck · Penny Oleksiak · Maggie Mac Neil · Rebecca Smith*                                  |
| Budapeste 2022        | Austrália (AUS) · Mollie O'Callaghan · Madison Wilson · Meg Harris · Shayna Jack · Leah Neale* · Brianna Throssell*                                   | Canadá (CAN) · Kayla Sanchez · Taylor Ruck · Maggie Mac Neil · Penny Oleksiak · Rebecca Smith* · Katerine Savard*                                  | Estados Unidos (USA) · Torri Huske · Erika Brown · Kate Douglass · Claire Curzan · Mallory Comerford* · Natalie Hinds*          |

* Nadadoras que participaram apenas das eliminatórias.
Quadro de medalhas
| Pos.  | CON                | Ouro | Prata | Bronze | Total |
| ----- | ------------------ | ---- | ----- | ------ | ----- |
| 1     | Estados Unidos     | 6    | 9     | 3      | 18    |
| 2     | Austrália          | 5    | 2     | 3      | 10    |
| 3     | Alemanha Oriental  | 4    | 1     | 0      | 5     |
| 4     | Países Baixos      | 2    | 1     | 6      | 9     |
| 5     | Alemanha           | 1    | 5     | 2      | 8     |
| 6     | China              | 1    | 0     | 0      | 1     |
| 7     | Canadá             | 0    | 1     | 3      | 4     |
| 8     | Grã-Bretanha       | 0    | 1     | 0      | 1     |
| 9     | Alemanha Ocidental | 0    | 0     | 1      | 1     |
| Total | Total              | 19   | 20    | 18     | 57    |

#### 4 x 200 m livre
| Year           | Ouro | Prata | Bronze |
| -------------- | --- | --- | --- |
| Madrid 1986    | Alemanha Oriental (GDR) · Manuela Stellmach · Astrid Strauß · Nadja Bergknecht · Heike Friedrich · Katja Hartmann* · Karen König*              | Estados Unidos (USA) · Betsy Mitchell · Mary T. Meagher · Kimberley Brown · Mary Wayte · Julianne Brossman* · Debbie Babashoff* · Laura Walker* | Países Baixos (NED) · Annemarie Verstappen · Jolande van der Meer · Mildred Muis · Conny van Bentum                                     |
| Perth 1991     | Alemanha (GER) · Kerstin Kielgass · Manuela Stellmach · Dagmar Hase · Stephanie Ortwig · Katrin Meissner* · Svenja Schlicht*                   | Países Baixos (NED) · Marianne Muis · Manon Masseurs · Mildred Muis · Karin Brienesse · Diana van der Plaats*                                   | Dinamarca (DEN) · Gitta Jenssen · Berit Puggaard · Annette Poulsen · Mette Jacobsen                                                     |
| Roma 1994      | China (CHN) · Le Ying · Yang Aihua · Zhou Guanbin · Lü Bin · Shan Ying*                                                                        | Alemanha (GER) · Kerstin Kielgass · Franziska van Almsick · Julia Jung · Dagmar Hase · Jutta Renner* · Anja Kleber*                             | Estados Unidos (USA) · Cristina Teuscher · Jenny Thompson · Janet Evans · Nicole Haislett · Ashley Tappin* · Dady Vincent*              |
| Perth 1998     | Alemanha (GER) · Franziska van Almsick · Dagmar Hase · Silvia Szalai · Kerstin Kielgass · Antje Buschschulte* · Janina Götz*                   | Estados Unidos (USA) · Cristina Teuscher · Lindsay Benko · Brooke Bennett · Jenny Thompson · Trina Jackson* · Ashley Whitney*                   | Austrália (AUS) · Julia Greville · Anna Windsor · Susie O'Neill · Petria Thomas · Emma Johnson*                                         |
| Fukuoka 2001   | Grã-Bretanha (GBR) · Nicola Jackson · Janine Belton · Karen Legg · Karen Pickering                                                             | Alemanha (GER) · Silvia Szalai · Sarah Harstick · Hannah Stockbauer · Meike Freitag · Alessa Ries*                                              | Japão (JPN) · Maki Mita · Tomoko Hagiwara · Tomoko Nagai · Eri Yamanoi                                                                  |
| Barcelona 2003 | Estados Unidos (USA) · Lindsay Benko · Rachel Komisarz · Rhi Jeffrey · Diana Munz · Gabrielle Rose* · Margaret Hoelzer*                        | Austrália (AUS) · Elka Graham · Linda Mackenzie · Kirsten Thompson · Alice Mills · Giaan Rooney* · Heidi Crawford* · Melanie Houghton*          | China (CHN) · Zhou Yafei · Xu Yanwei · Jiaying Pang · Yang Yu                                                                           |
| Montreal 2005  | Estados Unidos (USA) · Natalie Coughlin · Katie Hoff · Whitney Myers · Kaitlin Sandeno · Mary DeScenza* · Caroline Burckle* · Rachel Komisarz* | Austrália (AUS) · Libby Lenton · Shayne Reese · Bronte Barratt · Linda Mackenzie · Melissa Mitchell* · Lara Davenport*                          | China (CHN) · Zhu Yingwen · Pang Jiaying · Zhou Yafei · Yang Yu · Tang Jingzhi*                                                         |
| Melbourne 2007 | Estados Unidos (USA) · Natalie Coughlin · Dana Vollmer · Lacey Nymeyer · Katie Hoff · Amanda Weir* · Margaret Hoelzer* · Kara Lynn Joyce*      | Alemanha (GER) · Meike Freitag · Britta Steffen · Petra Dallmann · Annika Lurz · Daniela Samulski*                                              | França (FRA) · Alena Popchanka · Sophie Huber · Aurore Mongel · Laure Manaudou · Céline Couderc*                                        |
| Roma 2009      | China (CHN) · Yang Yu · Zhu Qianwei · Liu Jing · Pang Jiaying                                                                                  | Estados Unidos (USA) · Dana Vollmer · Lacey Nymeyer · Ariana Kukors · Allison Schmitt · Dagny Knutson* · Alyssa Anderson*                       | Grã-Bretanha (GBR) · Joanne Jackson · Jazmin Carlin · Caitlin McClatchey · Rebecca Adlington · Hannah Miley*                            |
| Xangai 2011    | Estados Unidos (USA) · Missy Franklin · Dagny Knutson · Katie Hoff · Allison Schmitt · Jasmine Tosky*                                          | Austrália (AUS) · Bronte Barratt · Blair Evans · Angie Bainbridge · Kylie Palmer · Jade Neilsen*                                                | China (CHN) · Chen Qian · Pang Jiaying · Liu Jing · Tang Yi · Zhu Qianwei*                                                              |
| Barcelona 2013 | Estados Unidos (USA) · Katie Ledecky · Shannon Vreeland · Karlee Bispo · Missy Franklin · Chelsea Chenault* · Maya DiRado* · Jordan Mattern*   | Austrália (AUS) · Bronte Barratt · Kylie Palmer · Brittany Elmslie · Alicia Coutts · Emma McKeon* · Ami Matsuo*                                 | França (FRA) · Camille Muffat · Charlotte Bonnet · Mylène Lazare · Coralie Balmy · Isabelle Mabboux*                                    |
| Kazan 2015     | Estados Unidos (USA) · Missy Franklin · Leah Smith · Katie McLaughlin · Katie Ledecky · Cierra Runge* · Chelsea Chenault* · Shannon Vreeland*  | Itália (ITA) · Alice Mizzau · Erica Musso · Chiara Masini Luccetti · Federica Pellegrini                                                        | China (CHN) · Qiu Yuhan · Guo Junjun · Zhang Yufei · Shen Duo · Shao Yiwen* · Zhang Yuhan*                                              |
| Budapeste 2017 | Estados Unidos (USA) · Leah Smith · Mallory Comerford · Melanie Margalis · Katie Ledecky · Cierra Runge* · Hali Flickinger* · Madisyn Cox*     | China (CHN) · Ai Yanhan · Liu Zixuan · Zhang Yuhan · Li Bingjie · Wang Jingzhuo* · Shen Duo*                                                    | Austrália (AUS) · Madison Wilson · Emma McKeon · Kotuku Ngawati · Ariarne Titmus · Shayna Jack* · Leah Neale*                           |
| Gwangju 2019   | Austrália (AUS) · Ariarne Titmus · Madison Wilson · Brianna Throssell · Emma McKeon · Leah Neale* · Kiah Melverton*                            | Estados Unidos (USA) · Simone Manuel · Katie Ledecky · Melanie Margalis · Katie McLaughlin · Allison Schmitt* · Gabby DeLoof* · Leah Smith*     | Canadá (CAN) · Kayla Sanchez · Taylor Ruck · Emily Overholt · Penny Oleksiak · Rebecca Smith* · Emma O'Croinin*                         |
| Budapeste 2022 | Estados Unidos (USA) · Claire Weinstein · Leah Smith · Katie Ledecky (4) · Bella Sims · Alexandra Walsh* · Hali Flickinger*                    | Austrália (AUS) · Madison Wilson · Leah Neale · Kiah Melverton · Mollie O'Callaghan · Lani Pallister* · Brianna Throssell* · Kiah Melverton*    | Canadá (CAN) · Summer McIntosh · Kayla Sanchez · Taylor Ruck · Penny Oleksiak · Mary-Sophie Harvey* · Katerine Savard* · Rebecca Smith* |

* Nadadoras que participaram apenas das eliminatórias.
Quadro de medalhas
| Pos.  | CON               | Ouro | Prata | Bronze | Total |
| ----- | ----------------- | ---- | ----- | ------ | ----- |
| 1     | Estados Unidos    | 8    | 4     | 1      | 13    |
| 2     | Alemanha          | 2    | 3     | 0      | 5     |
| 3     | China             | 2    | 1     | 4      | 7     |
| 4     | Austrália         | 1    | 5     | 2      | 8     |
| 5     | Grã-Bretanha      | 1    | 0     | 1      | 2     |
| 6     | Alemanha Oriental | 1    | 0     | 0      | 1     |
| 7     | Países Baixos     | 0    | 1     | 1      | 2     |
| 8     | Itália            | 0    | 1     | 0      | 1     |
| 9     | Canadá            | 0    | 0     | 2      | 2     |
| 9     | França            | 0    | 0     | 2      | 2     |
| 11    | Dinamarca         | 0    | 0     | 1      | 1     |
| 11    | Japão             | 0    | 0     | 1      | 1     |
| Total | Total             | 15   | 15    | 15     | 45    |

### Revezamento 4 x 100 medley
| Year                  | Ouro | Prata | Bronze |
| --------------------- | --- | --- | --- |
| Belgrado 1973         | Alemanha Oriental (GDR) · Ulrike Richter · Renate Vogel · Rosemarie Kother · Kornelia Ender                                                                            | Estados Unidos (USA) · Melissa Belote · Marcia Morey · Deena Deardurff · Shirley Babashoff                                                                   | Alemanha Ocidental (FRG) · Angelike Greiser · Petra Nows · Gudrun Beckmann · Jutta Weber                                                                    |
| Cali 1975             | Alemanha Oriental (GDR) · Ulrike Richter · Hannelore Anke · Rosemarie Kother · Kornelia Ender · Claudia Hempel*                                                        | Estados Unidos (USA) · Linda Jezek · Marcia Morey · Camille Wright · Shirley Babashoff · Tauna Vandeweghe* · Kim Dunson* · Jill Symons* · Kelly Rowell*      | Países Baixos (NED) · Paula van Eijk · Wijda Mazereeuw · José Damen · Enith Brigitha                                                                        |
| Berlim Ocidental 1978 | Estados Unidos (USA) · Linda Jezek · Tracy Caulkins · Joan Pennington · Cynthia Woodhead · Kathy Treible* · Betsy Rapp* · Stephanie Elkins*                            | Alemanha Oriental (GDR) · Birgit Treiber · Ramona Reinke · Andrea Pollack · Barbara Krause · Heike Witt*                                                     | União Soviética (URS) · Yelena Kruglova · Yuliya Bogdanova · Irina Aksenova · Larisa Tsaryova · Lina Kačiušytė* · Alia Grishchenkova*                       |
| Guayaquil 1982        | Alemanha Oriental (GDR) · Kristin Otto · Ute Geweniger · Ines Geissler · Birgit Meineke · Silke Hörner*                                                                | Estados Unidos (USA) · Susan Walsh · Kim Rhodenbaugh · Mary T. Meagher · Jill Sterkel · Libby Kinkead* · Jean Childs* · Melanie Buddemeyer* · Kathy Treible* | União Soviética (URS) · Larisa Gorchakova · Svetlana Varganova · Natalia Pokas · Irina Gerasimova · Larisa Belokon* · Inna Abramova*                        |
| Madrid 1986           | Alemanha Oriental (GDR) · Kathrin Zimmermann · Sylvia Gerasch · Kornelia Gressler · Kristin Otto · Manuela Stellmach*                                                  | Estados Unidos (USA) · Betsy Mitchell · Jennifer Hau · Mary T. Meagher · Jenna Johnson · Ann Mahoney* · Cara Hafner* · Kara McGrath* · Laura Walker*         | Países Baixos (NED) · Jolanda de Rover · Petra van Staveren · Conny van Bentum · Annemarie Verstappen                                                       |
| Perth 1991            | Estados Unidos (USA) · Janie Wagstaff · Tracey McFarlane · Crissy Ahmann-Leighton · Nicole Haislett · Jodi Wilson* · Tori de Silvia* · Julia Gorman* · Jenny Thompson* | Austrália (AUS) · Nicole Livingston · Linley Frame · Susan O'Neill · Karen Van Wirdum · Johanna Griggs*                                                      | Alemanha (GER) · Svenja Schlicht · Jana Doerries · Susanne Müller · Manuela Stellmach · Dagmar Hase* · Alexandra Haenel* · Katrin Jäke* · Kerstin Kielgass* |
| Roma 1994             | China (CHN) · He Cihong · Dai Guohong · Liu Limin · Le Jingyi · Yuan Yuan* · Qu Yun* · Shan Ying*                                                                      | Estados Unidos (USA) · Lea Loveless · Kristine Quance · Amy Van Dyken · Jenny Thompson · Whitney Phelps* · Angel Martino*                                    | Rússia (RUS) · Nina Zhivanevskaya · Olga Prokhorova · Svetlana Pozdeyeva · Natalya Meshcheryakova                                                           |
| Perth 1998            | Estados Unidos (USA) · Lea Maurer · Kristy Kowal · Jenny Thompson · Amy Van Dyken · Beth Botsford* · Jenna Street* · Misty Hyman* · Barbara Bedford*                   | Austrália (AUS) · Meredith Smith · Helen Denman · Petria Thomas · Susan O'Neill · Samantha Riley* · Angela Kennedy* · Sarah Ryan*                            | Japão (JPN) · Mai Nakamura · Masami Tanaka · Ayari Aoyama · Sumika Minamoto                                                                                 |
| Fukuoka 2001          | Austrália (AUS) · Dyana Calub · Leisel Jones · Petria Thomas · Sarah Ryan · Clementine Stoney* · Tarnee White* · Elka Graham*                                          | Estados Unidos (USA) · Natalie Coughlin · Megan Quann · Mary DeScenza · Erin Phenix · Courtney Shealy* · Shelly Ripple* · Maritza Correia*                   | China (CHN) · Zhan Shu · Luo Xuejuan · Ruan Yi · Xu Yanwei                                                                                                  |
| Barcelona 2003        | China (CHN) · Zhan Shu · Luo Xuejuan · Zhou Yafei · Yang Yu | Estados Unidos (USA) · Natalie Coughlin · Amanda Beard · Jenny Thompson · Lindsay Benko · Haley Cope* · Tara Kirk* · Mary DeScenza*                          | Austrália (AUS) · Giaan Rooney · Leisel Jones · Jessicah Schipper · Jodie Henry                                                                             |
| Montreal 2005         | Austrália (AUS) · Sophie Edington · Leisel Jones · Jessicah Schipper · Libby Lenton · Giaan Rooney* · Brooke Hanson* · Felicity Galvez* · Jodie Henry*                 | Estados Unidos (USA) · Natalie Coughlin · Jessica Hardy · Rachel Komisarz · Amanda Weir · Jeri Moss* · Tara Kirk* · Mary DeScenza* · Lacey Nymeyer*          | Alemanha (GER) · Antje Buschschulte · Sarah Poewe · Annika Mehlhorn · Daniela Götz                                                                          |
| Melbourne 2007        | Austrália (AUS) · Emily Seebohm · Leisel Jones (3) · Jessicah Schipper · Libby Lenton · Tarnee White* · Felicity Galvez* · Jodie Henry*                                | Estados Unidos (USA) · Natalie Coughlin · Tara Kirk · Rachel Komisarz · Lacey Nymeyer · Leila Vaziri* · Jessica Hardy* · Dana Vollmer* · Amanda Weir*        | China (CHN) · Xutian Longzi · Luo Nan · Zhou Yafei · Xu Yanwei                                                                                              |
| Roma 2009             | China (CHN) · Zhao Jing · Chen Huijia · Jiao Liuyang · Li Zhesi | Austrália (AUS) · Emily Seebohm · Sarah Katsoulis · Jessicah Schipper · Lisbeth Trickett · Sally Foster* · Stephanie Rice* · Shayne Reese*                   | Alemanha (GER) · Daniela Samulski · Sarah Poewe · Annika Mehlhorn · Britta Steffen · Daniela Schreiber*                                                     |
| Xangai 2011           | Estados Unidos (USA) · Natalie Coughlin · Rebecca Soni · Dana Vollmer · Missy Franklin · Elizabeth Pelton* · Christine Magnuson* · Amanda Weir*                        | China (CHN) · Zhao Jing · Ji Liping · Lu Ying · Tang Yi · Gao Chang* · Sun Ye* · Jiao Liuyang* · Li Zhesi*                                                   | Austrália (AUS) · Belinda Hocking · Leisel Jones · Alicia Coutts · Merindah Dingjan · Stephanie Rice*                                                       |
| Barcelona 2013        | Estados Unidos (USA) · Missy Franklin · Jessica Hardy · Dana Vollmer · Megan Romano · Elizabeth Pelton* · Breeja Larson* · Claire Donahue* · Shannon Vreeland*         | Austrália (AUS) · Emily Seebohm · Sally Hunter · Alicia Coutts · Cate Campbell · Samantha Marshall* · Emma McKeon*                                           | Rússia (RUS) · Daria Ustinova · Yuliya Yefimova · Svetlana Chimrova · Veronika Popova · Anna Belousova*                                                     |
| Kazan 2015            | China (CHN) · Fu Yuanhui · Shi Jinglin · Lu Ying · Shen Duo · Chen Xinyi* · Qiu Yuhan*                                                                                 | Suécia (SWE) · Michelle Coleman · Jennie Johansson · Sarah Sjöström · Louise Hansson                                                                         | Austrália (AUS) · Emily Seebohm · Taylor McKeown · Emma McKeon · Bronte Campbell · Madison Wilson* · Lorna Tonks* · Madeline Groves* · Melanie Wright*      |
| Budapeste 2017        | Estados Unidos (USA) · Kathleen Baker · Lilly King · Kelsi Worrell · Simone Manuel · Olivia Smoliga* · Katie Meili* · Sarah Gibson* · Mallory Comerford*               | Rússia (RUS) · Anastasia Zuyeva · Yuliya Yefimova · Svetlana Chimrova · Veronika Popova · Natalia Ivaneeva*                                                  | Austrália (AUS) · Emily Seebohm · Taylor McKeown · Emma McKeon · Bronte Campbell · Holly Barratt* · Jessica Hansen* · Brianna Throssell* · Shayna Jack*     |
| Gwangju 2019          | Estados Unidos (USA) · Regan Smith · Lilly King · Kelsi Dahlia · Simone Manuel · Olivia Smoliga* · Melanie Margalis* · Katie McLaughlin* · Mallory Comerford*          | Austrália (AUS) · Minna Atherton · Jessica Hansen · Emma McKeon · Cate Campbell · Kaylee McKeown* · Brianna Throssell* · Madison Wilson*                     | Canadá (CAN) · Kylie Masse · Sydney Pickrem · Maggie Mac Neil · Penny Oleksiak · Kierra Smith* · Rebecca Smith* · Taylor Ruck*                              |
| Budapeste 2022        | Estados Unidos (USA) · Regan Smith · Lilly King (3) · Torri Huske · Claire Curzan · Rhyan White* · Alexandra Walsh* · Natalie Hinds* · Erika Brown*                    | Austrália (AUS) · Kaylee McKeown · Jenna Strauch · Brianna Throssell · Mollie O'Callaghan · Madison Wilson*                                                  | Canadá (CAN) · Kylie Masse · Rachel Nicol · Maggie Mac Neil · Penny Oleksiak · Ingrid Wilm* · Kelsey Wog* · Kayla Sanchez*                                  |

* Nadadoras que participaram apenas das eliminatórias.
Quadro de medalhas
| Pos.  | CON                | Ouro | Prata | Bronze | Total |
| ----- | ------------------ | ---- | ----- | ------ | ----- |
| 1     | Estados Unidos     | 8    | 9     | 0      | 17    |
| 2     | China              | 4    | 1     | 2      | 7     |
| 3     | Alemanha Oriental  | 4    | 1     | 0      | 5     |
| 4     | Austrália          | 3    | 6     | 4      | 13    |
| 5     | Rússia             | 0    | 1     | 2      | 3     |
| 6     | Suécia             | 0    | 1     | 0      | 1     |
| 7     | Alemanha           | 0    | 0     | 3      | 3     |
| 8     | Canadá             | 0    | 0     | 2      | 2     |
| 8     | Países Baixos      | 0    | 0     | 2      | 2     |
| 8     | União Soviética    | 0    | 0     | 2      | 2     |
| 11    | Japão              | 0    | 0     | 1      | 1     |
| 11    | Alemanha Ocidental | 0    | 0     | 1      | 1     |
| Total | Total              | 19   | 19    | 19     | 57    |

### Revezamento misto

#### Revezamento 4 x 100 m livre misto
| Year           | Ouro | Prata | Bronze |
| -------------- | --- | --- | --- |
| Kazan 2015     | Estados Unidos (USA) · Ryan Lochte · Nathan Adrian · Simone Manuel · Missy Franklin · Conor Dwyer* · Margo Geer* · Abbey Weitzeil*                                 | Países Baixos (NED) · Sebastiaan Verschuren · Joost Reijns · Ranomi Kromowidjojo · Femke Heemskerk · Kyle Stolk* · Marrit Steenbergen*                     | Canadá (CAN) · Santo Condorelli · Yuri Kisil · Chantal van Landeghem · Sandrine Mainville · Karl Krug* · Victoria Poon*       |
| Budapeste 2017 | Estados Unidos (USA) · Caeleb Dressel · Nathan Adrian · Mallory Comerford · Simone Manuel · Blake Pieroni* · Townley Haas* · Lia Neal* · Kelsi Worrell*            | Países Baixos (NED) · Ben Schwietert · Kyle Stolk · Femke Heemskerk · Ranomi Kromowidjojo · Maud van der Meer*                                             | Canadá (CAN) · Yuri Kisil · Javier Acevedo · Chantal van Landeghem · Penny Oleksiak · Markus Thormeyer* · Sandrine Mainville* |
| Gwangju 2019   | Estados Unidos (USA) · Caeleb Dressel · Zach Apple · Mallory Comerford · Simone Manuel (3) · Blake Pieroni* · Nathan Adrian* · Katie McLaughlin* · Abbey Weitzeil* | Austrália (AUS) · Kyle Chalmers · Clyde Lewis · Emma McKeon · Bronte Campbell · Cameron McEvoy* · Alexander Graham* · Brianna Throssell* · Madison Wilson* | França (FRA) · Clément Mignon · Mehdy Metella · Charlotte Bonnet · Marie Wattel · Maxime Grousset* · Béryl Gastaldello*       |
| Budapeste 2022 | Austrália (AUS) · Jack Cartwright · Kyle Chalmers · Madison Wilson · Mollie O'Callaghan · Zac Incerti* · William Yang* · Meg Harris* · Leah Neale*                 | Canadá (CAN) · Joshua Liendo · Javier Acevedo · Kayla Sanchez · Penny Oleksiak · Ruslan Gaziev* · Taylor Ruck* · Maggie Mac Neil*                          | Estados Unidos (USA) · Ryan Held · Brooks Curry · Torri Huske · Claire Curzan · Drew Kibler* · Erika Brown* · Kate Douglass*  |

* Nadadoras que participaram apenas das eliminatórias.
Quadro de medalhas
| Pos.  | CON            | Ouro | Prata | Bronze | Total |
| ----- | -------------- | ---- | ----- | ------ | ----- |
| 1     | Estados Unidos | 3    | 0     | 1      | 4     |
| 2     | Austrália      | 1    | 1     | 0      | 2     |
| 3     | Países Baixos  | 0    | 2     | 0      | 2     |
| 4     | Canadá         | 0    | 1     | 2      | 3     |
| 5     | França         | 0    | 0     | 1      | 1     |
| Total | Total          | 4    | 4     | 4      | 12    |

#### 4 x 100 medley misto
- Nadadores que participaram apenas das eliminatórias.

* Swimmers who participated in the heats only.
Quadro de medalhas
| Pos.  | CON            | Ouro | Prata | Bronze | Total |
| ----- | -------------- | ---- | ----- | ------ | ----- |
| 1     | Estados Unidos | 2    | 2     | 0      | 4     |
| 2     | Austrália      | 1    | 2     | 0      | 3     |
| 3     | Grã-Bretanha   | 1    | 0     | 1      | 2     |
| 4     | Canadá         | 0    | 0     | 1      | 1     |
| 4     | China          | 0    | 0     | 1      | 1     |
| 4     | Alemanha       | 0    | 0     | 1      | 1     |
| 4     | Países Baixos  | 0    | 0     | 1      | 1     |
| Total | Total          | 4    | 4     | 5      | 13    |

## Quadro de medalhas geral
Atualizado após o Campeonato Mundial de Esportes Aquáticos de 2022.